# Ciclones tropicais em 2019

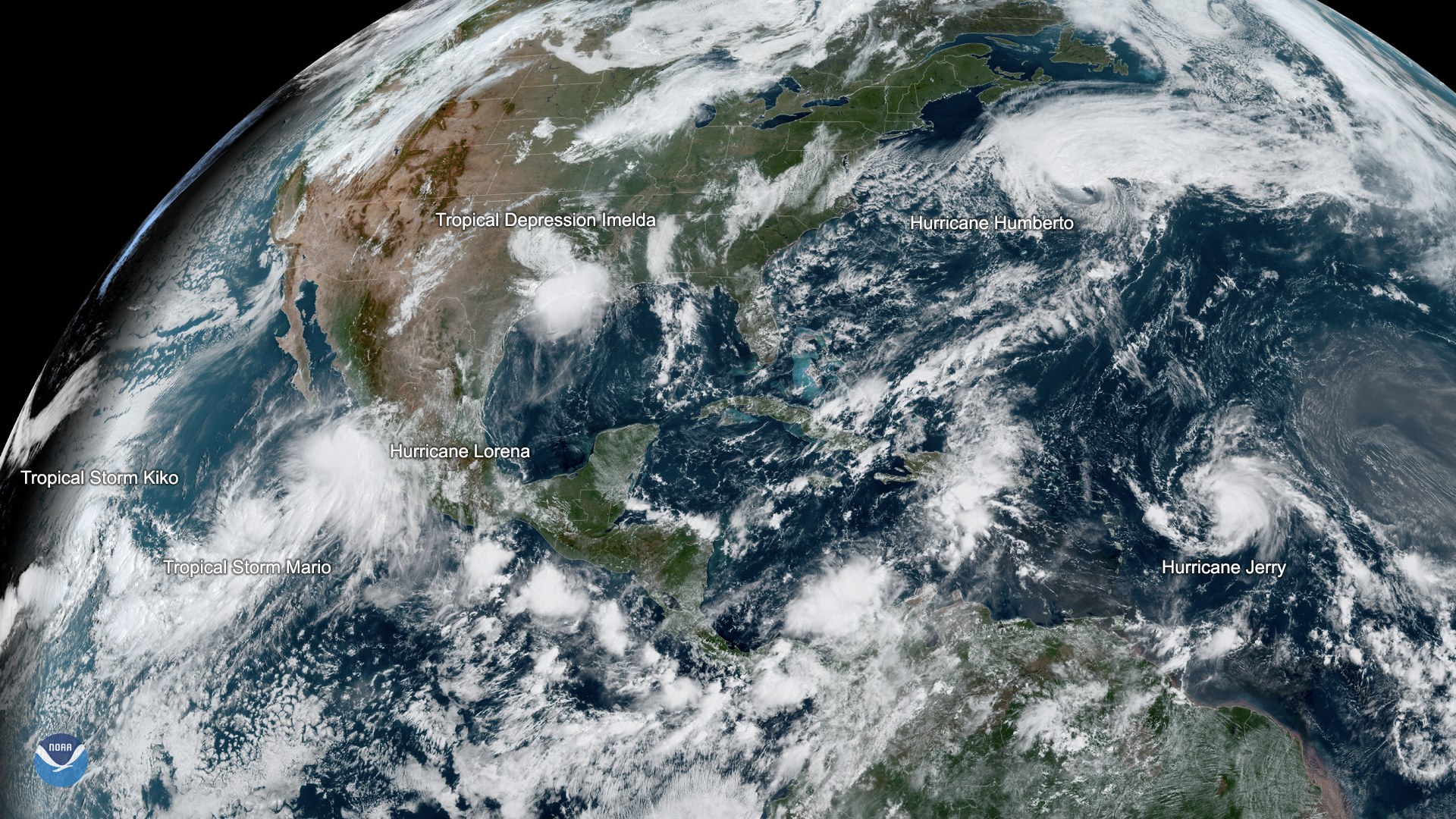
Seis ciclones tropicais simultâneos no Pacífico Leste e Atlântico Norte em 19 de setembro. Da esquerda para a direita: Kiko, Mario, Lorena, Imelda, Humberto e Jerry

Durante 2019, ciclones tropicais formaram-se em sete bacias de ciclones tropicais diferentes, localizadas em várias partes dos oceanos Atlântico, Pacífico e Índico. Ao longo do ano, foram formados 150 sistemas, dos quais 102 evoluem e foram identificados pelo centro de alerta responsável. O ciclone tropical mais forte do ano foi o tufão Halong, que foi estimado ter uma pressão barométrica mínima de 905 hPa (26.7 inHg), Halong também tem a maior velocidade do vento, com velocidade do vento sustentado de 1 minuto de 305 km/h (190 mph).
À semelhança do ano anterior, 2019 ficou acima da média em termos de número de tempestades. A bacia mais ativa no ano foi a do Pacífico Ocidental, que documentou 29 sistemas nomeados. O Pacífico Oriental teve uma temporada média, embora muitas das tempestades tenham sido bastante fracas e de curta duração, portanto, o número de furacões foi o menor desde 2010 (7). A temporada de furacões no Atlântico Norte experimentou um número acima da média de sistemas de intensidade de tempestade tropical, totalizando 18, embora a maioria tenha sido fraca e de curta duração, especialmente no final da temporada. Na bacia do Norte do Oceano Índico foi extremamente ativo, quebrando muitos recordes. Isso incluiu o ciclone Kyarr, o segundo mais forte ciclone do mar da Arábia já registado e um dos mais fortes ciclones de todos os tempos no Oceano Índico Norte. A atividade nas três bacias do hemisfério sul - Sudoeste das Índias, Austrália e Pacífico Sul - foi bastante significativa, com as regiões registando 25 tempestades nomeadas no total, com o ciclone mais intenso do ano no Hemisfério Sul, o Ciclone Ambali do Sudoeste do Oceano Índico bacia com pico em 249 km/h (155 mph) e 930 milibares.
O ciclone tropical mais letal do ano foi o ciclone tropical intenso Idai, no sudoeste do Oceano Índico, que matou pelo menos 1.303 pessoas em Moçambique, Malawi, Zimbabwe e Madagáscar e o ciclone tropical mais caro do ano foi o tufão Hagibis no Pacífico Ocidental, que causou mais de US $ 15 mil milhões em danos após atingir o Japão.

## Condições atmosféricas e hidrológicas globais
Há um episódio anterior do El Niño continuando do ano passado, e um novo episódio do El Niño começou este ano, durando até 2020.

## Resumo

### Oceano Atlântico Norte

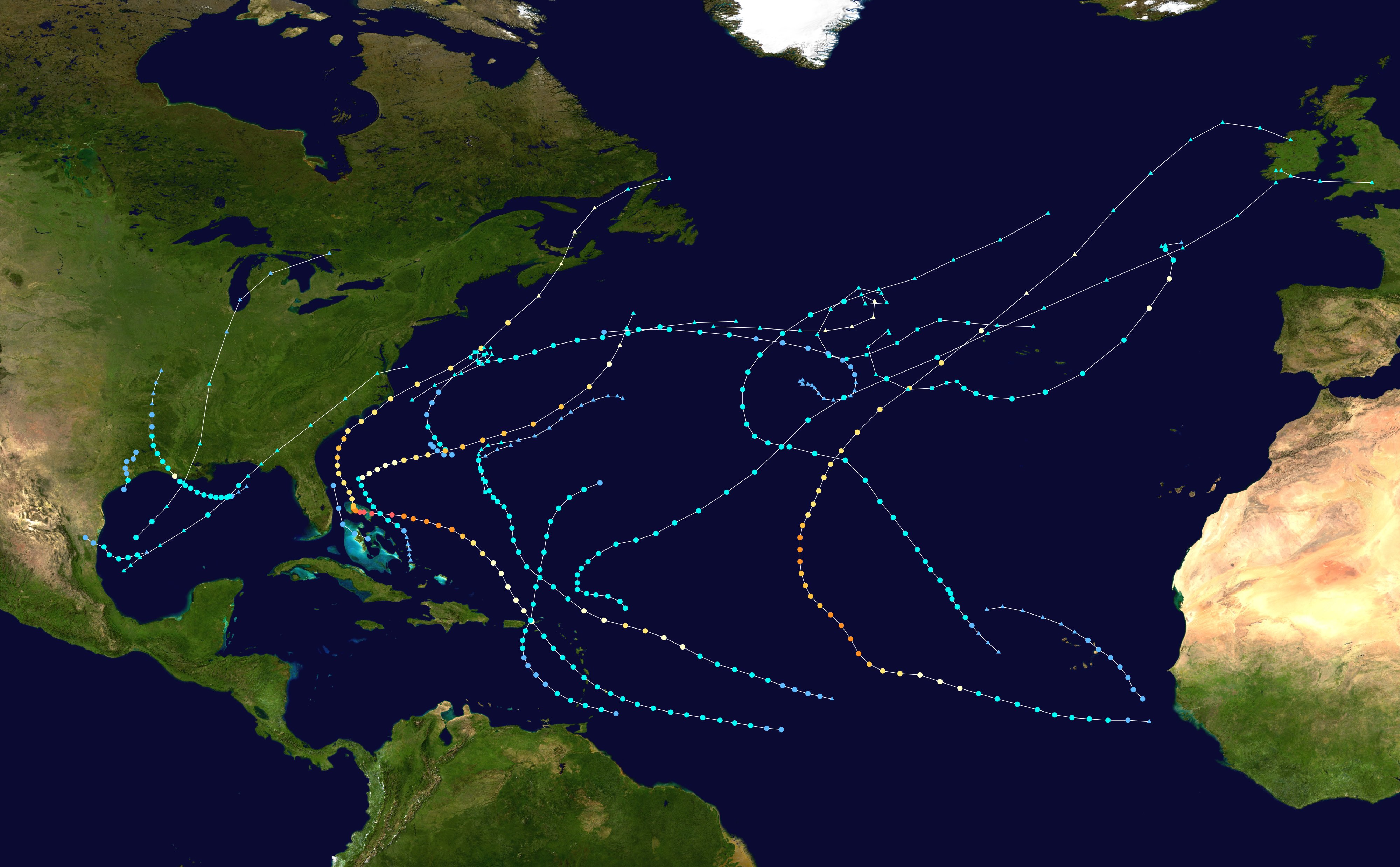
Mapa de resumo da temporada de furacões no oceano Atlântico de 2019

O Oceano Atlântico Norte experimentou a sua quarta temporada mais ativa já registada, empatada com 1969, com 18 tempestades nomeadas. A maioria das tempestades foi fraca e de curta duração, possivelmente devido ao cisalhamento do vento moderadamente forte que persistiu ao longo da temporada. As temperaturas da superfície do mar, no entanto, foram bastante altas para o desenvolvimento de ciclones tropicais. As contagens de poeira do Saara foram bastante calmas durante todo o mês de setembro. Andrea, Melissa e Rebekah foram as únicas tempestades a se tornarem tempestades subtropicais em alguma parte de suas vidas (Andrea e Rebekah foram subtropicais por toda a vida). A bacia do Atlântico Norte apresentou um quinto ano consecutivo recorde de desenvolvimento tropical ou subtropical antes do mês de junho, recorde que continua quando as Tempestades Tropicais Arthur e Bertha se formam em 16 e 27 de maio de 2020, ainda marcando o sexto ano de desenvolvimento tropical antes do a temporada realmente começa. A temporada de furacões no oceano Atlântico de 2019 apresentou 20 depressões tropicais, 18 tempestades nomeadas, 6 furacões e 3 grandes furacões, sendo 2 furacões de categoria 5. O furacão Dorian foi o ciclone tropical mais forte da bacia em 2019. Dorian atingiu o pico com uma força de 185 milhas por hora e com uma intensidade de 910 hPa / mbar. Dorian é o furacão mais forte do Atlântico que atingiu o recorde. O recorde está empatado com o grande furacão do Dia do Trabalho de 1935. O valor do índice de Energia Ciclônica Acumulada (ECA) para a bacia individual é de 132 unidades, que é apenas apelidado de "acima do normal", apesar da alta contagem de 18 tempestades nomeadas.

### Oceano Pacífico Central e Oriental

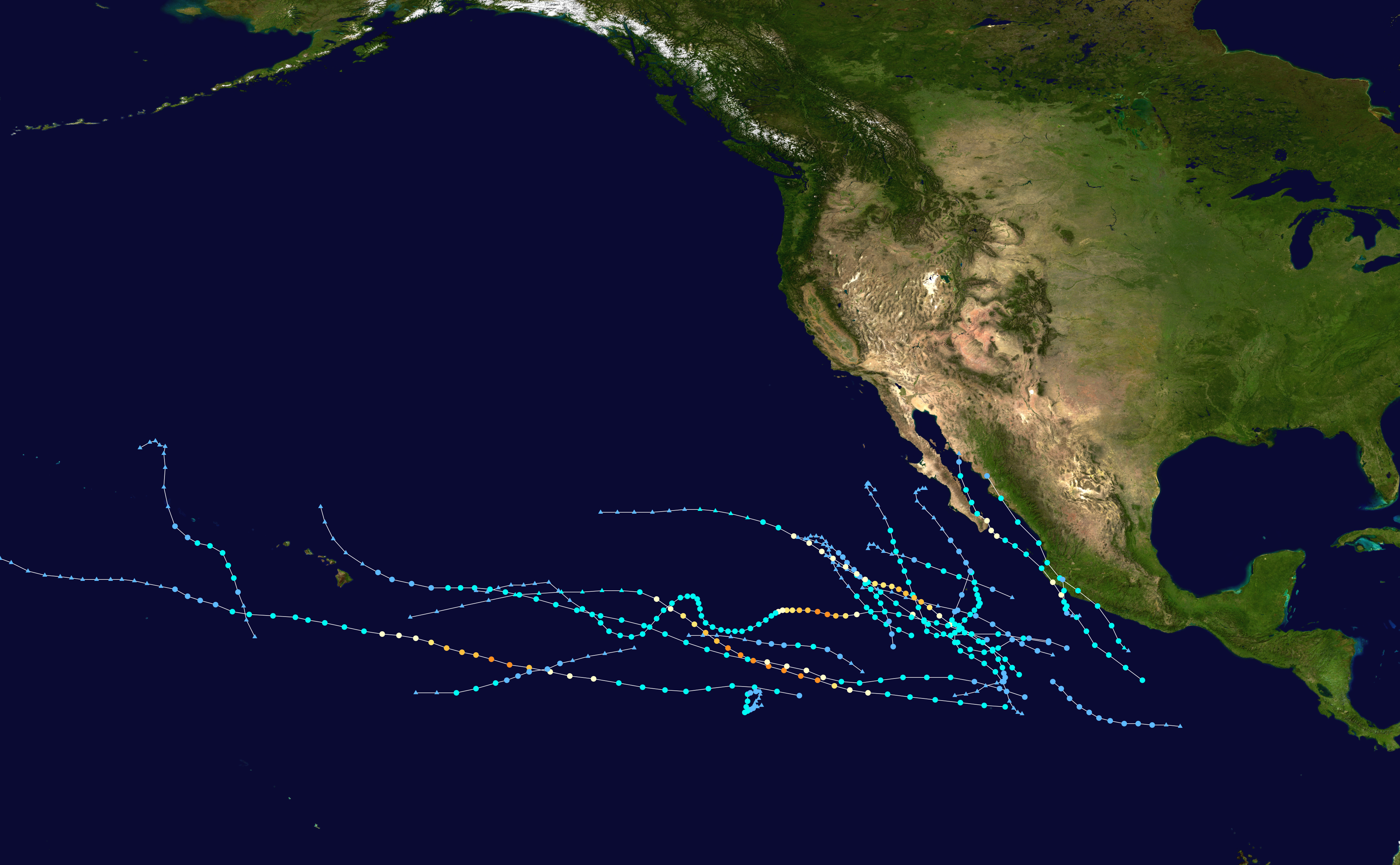
Mapa de resumo da temporada de furacões do Pacífico de 2019

As partes orientais do Oceano Pacífico estavam apenas moderadamente ativas, provavelmente devido a uma tendência de enfraquecimento do El Niño que começou no final de julho. A temporada de furacões no Pacífico de 2019 apresentou 21 depressões tropicais, 19 tempestades nomeadas, 7 furacões e 4 furacões maiores. A primeira depressão tropical não se formou até 25 de junho; que é registo do último começo de um primeiro ciclone tropical formado, desde que existem registos confiáveis em 1971. Alvin, a primeira tempestade tropical da temporada, acabou tornando-se o primeiro furacão da temporada de furacões no Pacífico de 2019. Barbara, o furacão mais forte da bacia em 2019, teve vida curta. No entanto, Barbara acabou sofrendo uma rápida intensificação e atingiu o pico como um furacão de categoria 4 na escala de furacões de vento de Saffir-Simpson moderna. Barbara encontrou grandes porções de cisalhamento do vento e enfraqueceu muito rapidamente. Os restos de Barbara finalmente chegaram ao Havaí, mas pouco ou nenhum dano foi relatado. Nenhum furacão se formou em agosto. Não foi até 1 de setembro que o próximo furacão se formou; Julieta; um grande furacão de categoria 3 maior. A tempestade tropical Akoni foi a primeira tempestade do Pacífico Central, bem como a segunda vez que o nome foi usado; o primeiro uso foi em 1982. O furacão Kiko foi o furacão mais duradouro no Pacífico em 2019 que ocorreu principalmente em águas abertas. Lorena foi o furacão mais imponente da temporada, mas poucos danos foram relatados. A tempestade tropical Narda causou pequenos impactos no México, mas não foram muito graves. A tempestade tropical Ema foi a segunda e última tempestade no Pacífico Central. A Depressão Tropical Vinte e Um-E concluiu a temporada quando se dissipou em 17 de novembro. O ACE total na bacia é de 97,9875 unidades, o que é considerado "quase normal".

### Oceano Pacífico Ocidental

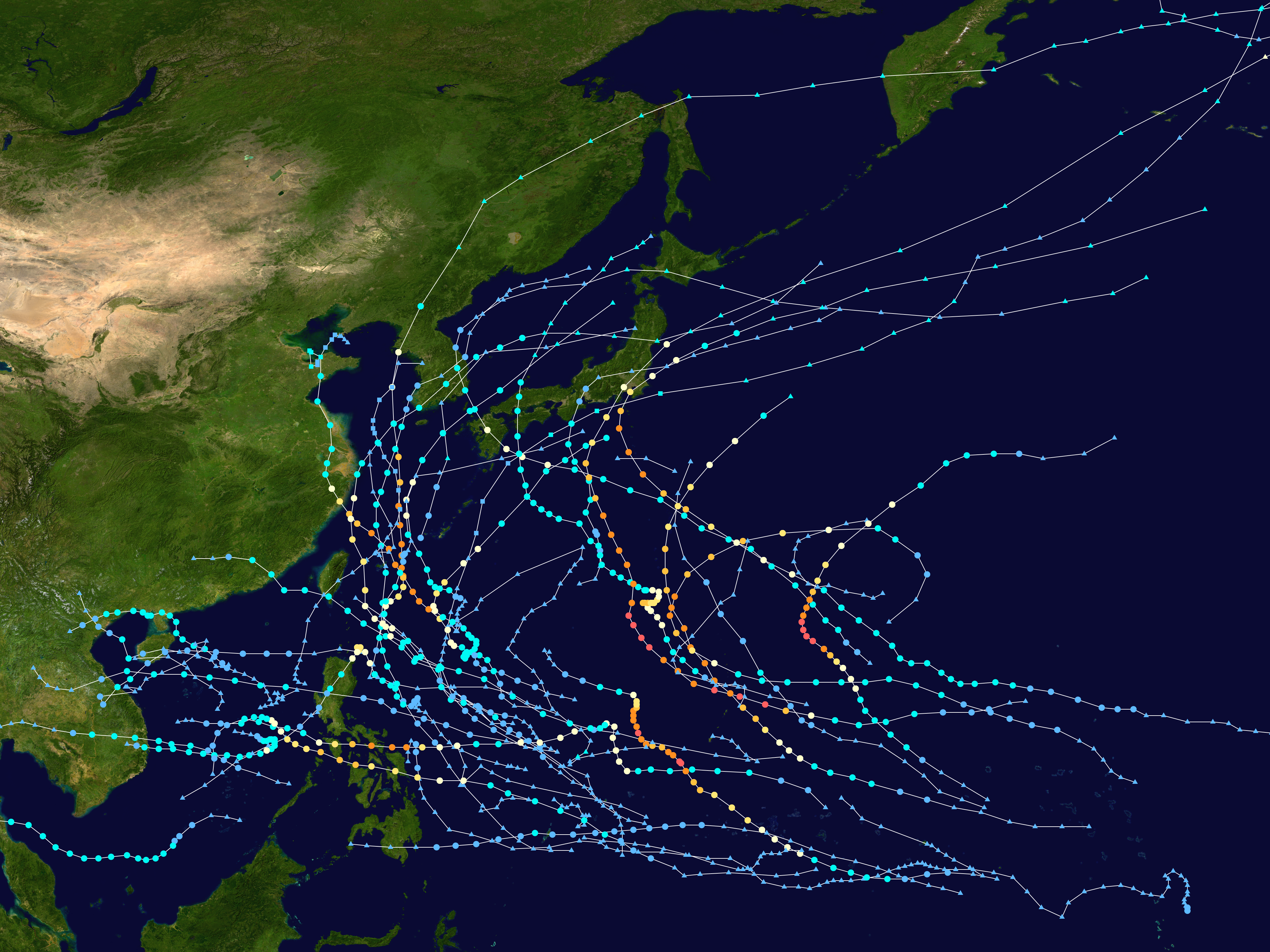
Mapa de resumo da temporada de tufões do Pacífico 2019

A região de tufões do Pacífico Ocidental estava bem acima da média. Foi a temporada de tufões no Pacífico mais cara já registada, quebrando o recorde do ano anterior. a temporada de tufões no Pacífico de 2019 apresentou 51 depressões tropicais, 29 tempestades tropicais, 17 tufões e 5 supertufões (oficiosos), com 4 atingindo o status de categoria 5. Em fevereiro o tufão Wutip foi um raro supertufão de categoria 5. Nenhuma outra tempestade se transformou em tufões até que o tufão Francisco se formou no início de agosto. O tufão Lekima seguiu, o que mais tarde causou grandes danos na China meridional. Muitas outras tempestades tropicais e tufões se seguiram. O tufão Hagibis foi o tufão mais caro da temporada e já registado, infligindo US $ 15 mil milhões após atingir o Japão como um tufão de categoria 1.  O tufão Halong tornou-se a tempestade mais intensa da temporada, bem como a mais intensa de todo o ano, com pico de 905 hPa. Em dezembro de 2019 os tufões Kammuri e Phanfone causaram grande destruição nas Filipinas; Kammuri com seu desembarque de Categoria 4, e Phanfone com seu alto número de mortos como um tufão de Categoria 2 prolongado. O índice de energia ciclônica acumulada (ECA) nesta temporada foi de 269 unidades, o que é considerado "acima do normal".

### Oceano Índico Norte

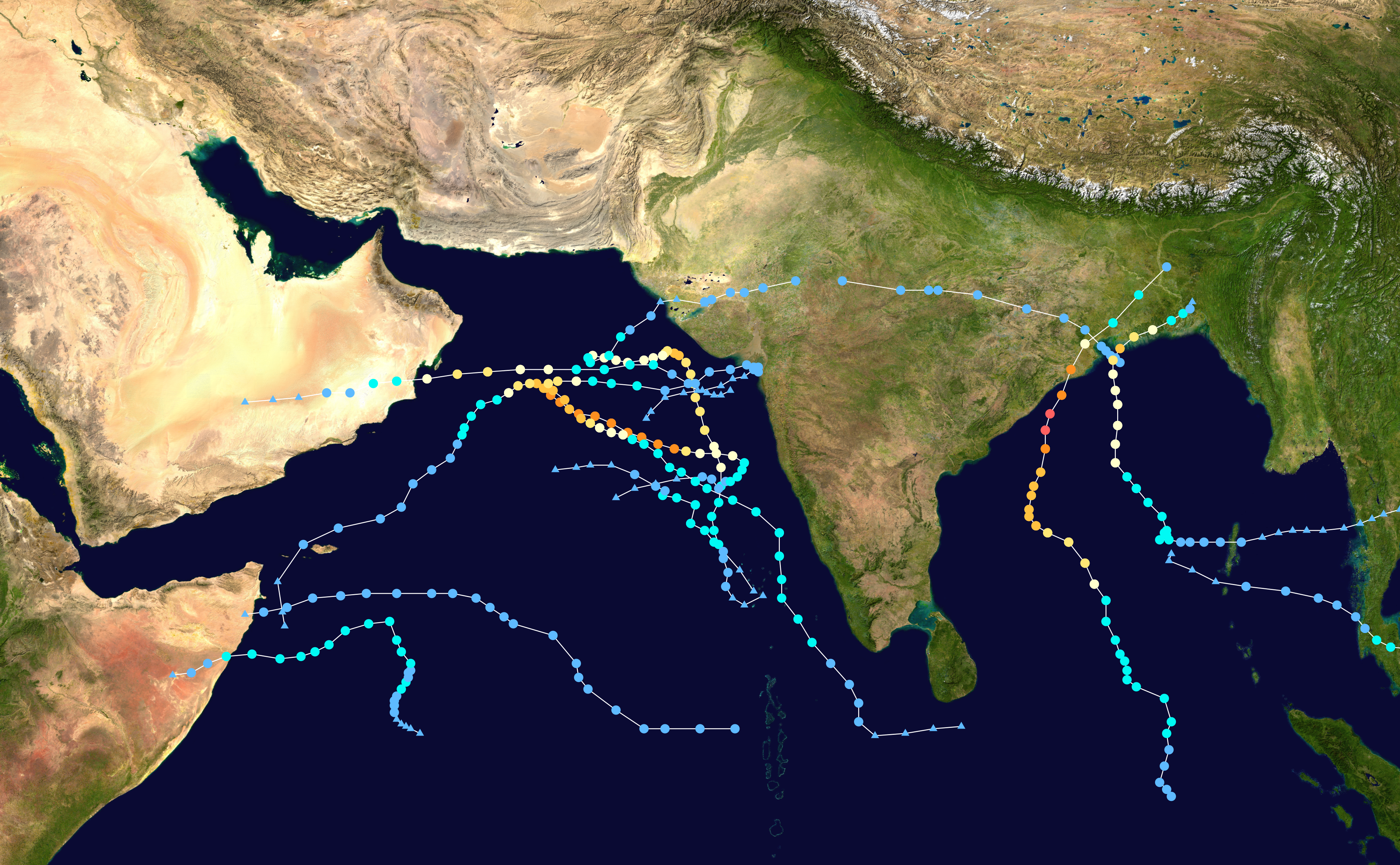
Mapa de resumo da temporada de ciclones do Norte do Oceano Índico 2019

A temporada foi a temporada de ciclones do Norte do Oceano Índico mais ativa já registada em termos de tempestades ciclônicas, embora a temporada de 1992 tenha visto mais tempestades tropicais, de acordo com o Joint Typhoon Warning Center. A temporada apresentou 12 depressões, 11 depressões profundas, 8 tempestades ciclônicas, um recorde de 6 tempestades ciclônicas severas, um recorde de 6 tempestades ciclônicas muito severas, um recorde de 3 tempestades ciclônicas extremamente severas e 1 tempestade superciclônica, Kyarr, a primeira desde o ciclone Gonu em 2007. Além disso, foi também a terceira temporada mais cara registada no Oceano Índico Norte, atrás apenas das temporadas de 2020 e 2008.
Em meio a um evento El Niño fraco, a primeira tempestade nomeada da temporada, Pabuk, entrou na bacia em 4 de janeiro, tornando-se a primeira tempestade ciclônica de formação do Norte do Oceano Índico já registada, empatando com a temporada de 2014. A segunda tempestade ciclônica da temporada, Fani, formou-se em 26 de abril. Fani se tornou uma tempestade ciclônica extremamente severa em 30 de abril, atingindo o equivalente à categoria 5 na escala Saffir-Simpson, e então atingiu a Índia matando 89 pessoas entre Orissa e Bangladesh ; Fani causou US $ 8,1 mil milhões em danos.
No início de junho, um forte pulso da Oscilação Madden-Julian (MJO) levou ao desenvolvimento da terceira tempestade ciclônica, Vayu, que se formou em 10 de junho no Mar da Arábia perto das Maldivas. A tempestade posteriormente se intensificou em uma tempestade ciclônica muito severa em 12 de junho, após se mover para o noroeste em direção ao noroeste da Índia e Paquistão. Nenhum ciclone tropical se formou no mês de julho. A Depressão profunda BOB 03 formou-se em 7 de agosto antes de atingir o leste da Índia e Bangladesh. No final de setembro, a Depressão profunda ARB 02 se formou perto de Gujarat e se intensificou na quarta tempestade ciclônica da temporada, Hikaa. A tempestade ciclônica Kyarr foi formada em 24 de outubro e três dias depois se tornou a primeira tempestade superciclônica desde o ciclone Gonu em 2007. A sexta tempestade ciclônica e a quinta tempestade ciclônica recorde, o Ciclone Maha, formaram-se em 30 de outubro após a dissipação de Kyarr em 1 de novembro. Logo depois, em 6 de novembro, os remanescentes da Tempestade Tropical Severa Matmo cruzaram o sudeste da Ásia por terra e novamente se consolidaram em uma depressão. Ele se intensificou rapidamente para um ciclone Bulbul muito severo. Mais três Depressões Profundas formaram-se no Mar Arábico em rápida sucessão no início do mês de dezembro, das quais, uma delas se fortaleceu no oitavo ciclone da temporada, o Ciclone Pawan, que atingiu a Somália em 6 de dezembro.
A alta atividade no Mar da Arábia foi relacionada ao mais forte Dipolo do Oceano Índico em 60 anos, em que as águas são mais quentes no Oceano Índico ocidental do que no leste.
Ciclones tropicais foram registados no Oceano Índico Norte desde 1891. A temporada de 2019 foi a primeira desde 1902 que experimentou o desenvolvimento de seis tempestades ciclônicas severas de oito tempestades ciclônicas; em 1902, cinco tempestades ciclônicas formaram-se e quatro delas se tornaram severas tempestades ciclônicas. A temporada também produziu a energia ciclônica mais acumulada já registada nesta bacia.

### Oceano Índico Sudoeste

#### Janeiro - junho
A temporada de ciclones do sudoeste do Oceano Índico de 2018-19 foi a mais cara e ativa já registada desde o início dos registos confiáveis em 1967. Além disso, é também a temporada de ciclones mais mortal registada no sudoeste do Oceano Índico, ultrapassando a temporada de 1891-92, na qual o ciclone de 1892 nas Ilhas Maurício devastou a ilha de Maurícia. Duas tempestades tropicais moderadas formaram-se no início deste ano, Desmond e Eketsang. Cinco ciclones tropicais mais intensos formaram-se durante os meses de fevereiro e março: Funani, Gelena, Haleh, Idai e Joaninha. Além disso, Savannah entrou na bacia vindo da bacia australiana como um intenso ciclone tropical em março. Dessas tempestades, todas, exceto Haleh e Savannah, produziram impactos na terra, com Idai causando pelo menos 1.303 mortes e deixando pelo menos 2.262 pessoas desaparecidas, e causando US $ 2,2 mil milhões em danos em Moçambique, Zimbábue, Malauí e Madagáscar. A temporada estabeleceu um novo recorde de nove ciclones tropicais intensos, o maior número desde o início da cobertura confiável por satélite em 1967, superando a temporada de 2006-07.

#### Julho - dezembro
A temporada de ciclones do Sudoeste do Oceano Índico de 2019-20 foi uma temporada ligeiramente acima da média em ciclones tropicais e formação de ciclones subtropicais a oeste de 90 ° E. A temporada começou oficialmente em 15 de novembro, no entanto, a formação do primeiro sistema - Zona de Clima Perturbado 01 - ocorreu em 22 de julho de 2019 (que não conseguiu se organizar em uma depressão tropical), bem antes do início oficial da temporada. Este foi o primeiro início de temporada desde a temporada 2016–17. Pelo segundo ano consecutivo, o primeiro sistema foi formado antes do início oficial da temporada. Depois, três tempestades formaram-se no mês de dezembro: em 2 de dezembro o Ciclone Tropical Belna, trouxe inundações e ventos fortes para o noroeste de Madagáscar, o Ciclone tropical muito intenso Ambali, que se formou um dia depois e tornou-se o primeiro ciclone tropical muito intenso na bacia desde Fantala em 2016, e o ciclone tropical Calvinia que parou perto de Maurícia e trouxe chuvas fortes e inundações moderadas para a nação insular no final do mês, cruzando para 2020.

### Região da Austrália

#### Janeiro - junho
A temporada de ciclones da região australiana de 2018-19 foi uma temporada média que viu a formação de 11 ciclones tropicais, seis dos quais se intensificaram ainda mais para se tornarem ciclones tropicais severos. A temporada começou oficialmente em 1 de novembro de 2018 e terminou em 30 de abril de 2019; no entanto, conforme evidenciado em setembro de 2018 pela Baixa tropical Liua e em maio de 2019 pelos ciclones tropicais Lili e Ann, os ciclones tropicais podem se formar em qualquer época do ano. Como tal, qualquer sistema existente entre 1 de julho de 2018 e 30 de junho de 2019 contaria para o total da temporada.
Esta foi a primeira temporada de ciclones tropicais australianos desde 2014-15 a apresentar pelo menos seis ciclones tropicais severos. Foi também a terceira temporada consecutiva a começar antes da data oficial de início de 1 de novembro, neste caso com o desenvolvimento da Baixa tropical Liua em 26 de setembro de 2018. O mês mais ativo foi dezembro de 2018, com um total de sete baixas tropicais existentes na região em algum momento do mês. As três tempestades mais fortes da temporada - Veronica, Trevor e Savannah - desenvolveram-se em março de 2019 e, juntas, afetaram as três sub-regiões australianas do Escritório de Meteorologia como ciclones tropicais severos. No geral, um total de cinco ciclones tropicais existiu em cada uma das três sub-regiões ao longo da temporada, representando uma temporada acima da média para a Região Leste e Norte, mas uma temporada abaixo da média para a Região Oeste. A temporada terminou muito mais tarde do que o normal e bem depois da data oficial de término de 30 de abril. Dois ciclones tropicais desenvolveram-se durante o mês de maio - Lili no arquipélago indonésio oriental e Ann no Mar de Coral - ambos atingiram a terra como baixas tropicais após enfraquecimento devido à intensidade do ciclone tropical. Ana na sua força máxima era um ciclone tropical de categoria 2, e foi a tempestade mais forte que se formou na região australiana durante o mês de maio desde 1997 com o ciclone tropical severo Rhonda. No total, oito sistemas foram nomeados pelo BOM durante a temporada, sendo dois nomeados pelo BMKG e um pelo FMS.

#### Julho - dezembro
A temporada de 2019-20 foi abaixo da média de  ciclones tropicais  para as águas ao redor da Austrália entre as longitudes 90 ° E e 160 ° E. Um total de oito ciclones tropicais formaram-se durante a temporada, o que representa a temporada menos ativa da região desde a temporada 2016–17. Três sistemas intensificaram-se ainda mais em ciclones tropicais severos , e três sistemas atingiram a região com intensidade de ciclone tropical.
A temporada teve um início extraordinariamente tardio com o primeiro sistema, Blake, formando-se no início de janeiro, bem depois do início oficial da temporada. Mais tarde, Blake fazia um desembarque no noroeste da Austrália e logo se dissipava. Ao mesmo tempo, formou-se Claudia, outro ciclone tropical. Ele persistiu por duas semanas e atingiu a categoria 3 na escala do ciclone tropical australiano antes de se dissipar a oeste da Austrália. Mais tarde naquele mês, uma baixa tropical se formou e durou uma semana antes de se dissipar no final de janeiro sem ser identificada. Três outras baixas tropicais formaram-se no final de janeiro e início de fevereiro. Um deles se dissipou mais tarde. Outro deles está entrando e saindo da região australiana. Foi designado 06F pelo Serviço Meteorológico de Fiji. O terceiro se intensificou no ciclone Damien. No final de fevereiro, 2 novas baixas tropicais formaram-se e foram chamados de Esther e Ferdinand. Esther não se fortaleceu muito, mas Ferdinand passou a se tornar um ciclone tropical severo de categoria 3, equivalente a um furacão de categoria 2 no Atlântico.

### Oceano Pacífico do sul

#### Julho agosto
A temporada de 2019-20 foi uma temporada ligeiramente acima da média em que ciclones tropicais se formaram no Oceano Pacífico Sul a leste de 160 ° E. A temporada tinha sido quase média em termos de atividade, com oito ciclones tropicais e quatro ciclones tropicais severos formando-se durante a temporada.
A temporada começou com a chegada da Depressão Tropical 01F no dia 22 de novembro, próximo às Ilhas Salomão, que mais tarde se tornaria o Ciclone Tropical Rita. Rita alcançaria o pico de categoria 3 na escala australiana. O Distúrbio tropical 02F foi designado algum tempo depois, mas não durou muito depois disso. O Sarai foi formado em 23 de dezembro e durou até o ano novo antes de finalmente deixar de se extingir em 2 de janeiro. Não muito depois disso, Tino formou e afetou o leste de Fiji e a área circundante antes de se dissipar. Em 24 de janeiro, uma depressão sem nome formou-se e no dia seguinte dissipou-se. No início de fevereiro, outra baixa originalmente na região australiana cruzou o 160º meridiano leste e emergiu no sul do Pacífico. Ele se fortaleceu em severo ciclone tropical Uesi e afetou a Nova Caledónia e a Nova Zelândia. Em meados de fevereiro, quatro distúrbios formaram-se, 07F, 08F, 09F e 10F. 07F e 08F dissiparam antes de se tornarem depressões tropicais, mas as outras 2 se fortaleceram em ciclones tropicais Vicky e Wasi. Em meados de março, Gretel entrou na bacia. Ele se dissipou logo depois. No início de abril, Harold também entrou na bacia vindo da região australiana. Ele rapidamente se intensificou em um ciclone tropical severo de categoria 5 ao atingir Vanuatu.

### Oceano Atlântico Sul
Existiram dois sistemas que formaram-se durante este ano, Iba e Jaguar. Iba foi a primeira tempestade tropical a se desenvolver na bacia desde Anita em 2010, bem como o primeiro sistema totalmente tropical a ser nomeado a partir da lista de nomes brasileira, enquanto Jaguar foi uma tempestade subtropical que não se desenvolveu.

### Mar Mediterrâneo
Dois medicanos formaram-se neste ano, Scott e Trudy (Detlef).

## Sistemas

### janeiro

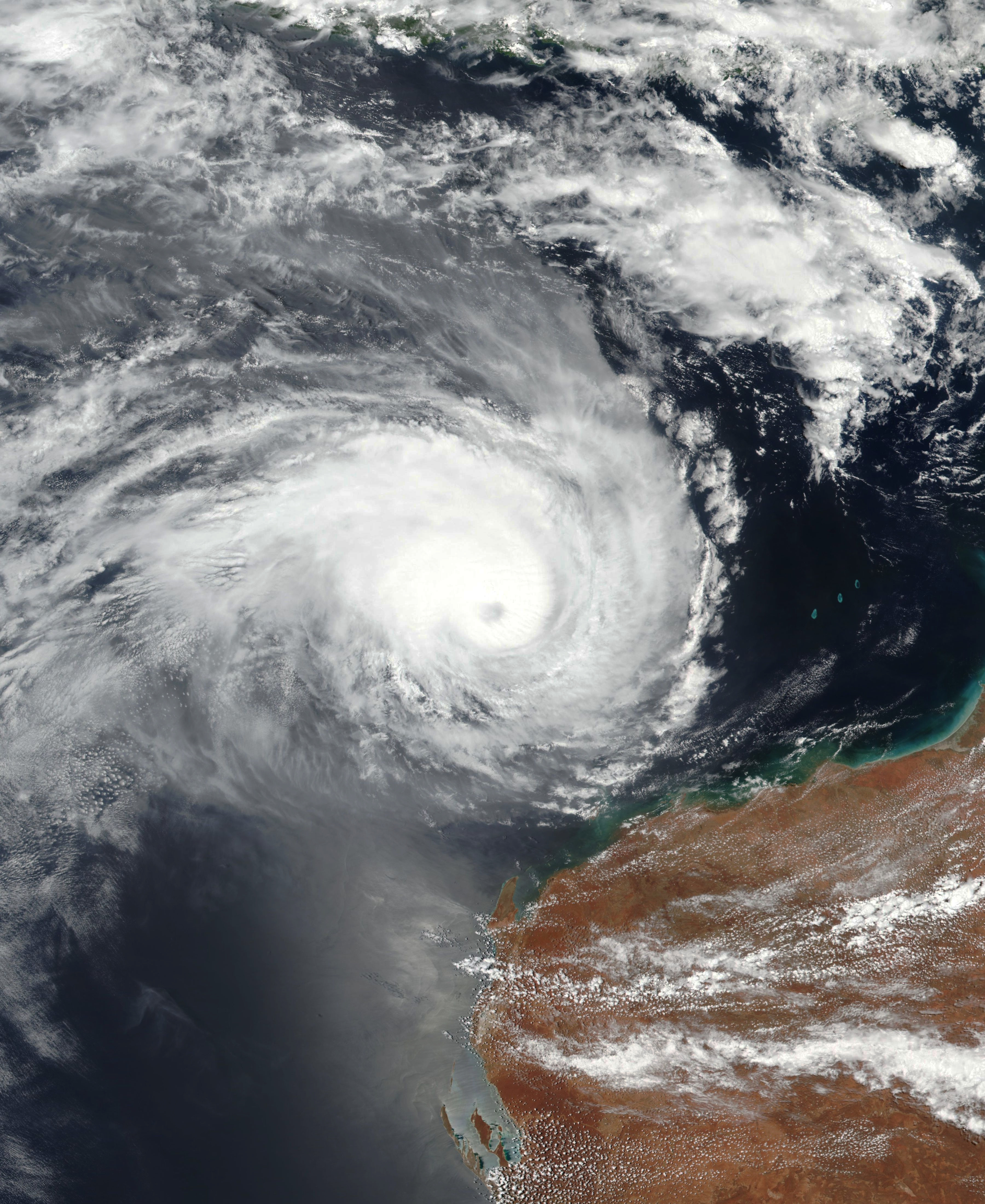
Ciclone Riley

O mês de janeiro foi inativo, com a formação de apenas oito ciclones tropicais, dos quais cinco foram citados. No entanto, a tempestade tropical Pabuk foi a tempestade tropical que se formou mais cedo no oeste do Oceano Pacífico, quebrando o recorde anterior do tufão Alice em 1979. Pabuk matou 10 pessoas no Vietnã, Tailândia e Malásia, causando danos de US $ 151 milhões (US $ 2019). A tempestade tropical moderada Eketsang matou 27 pessoas em Madagáscar no final de janeiro.

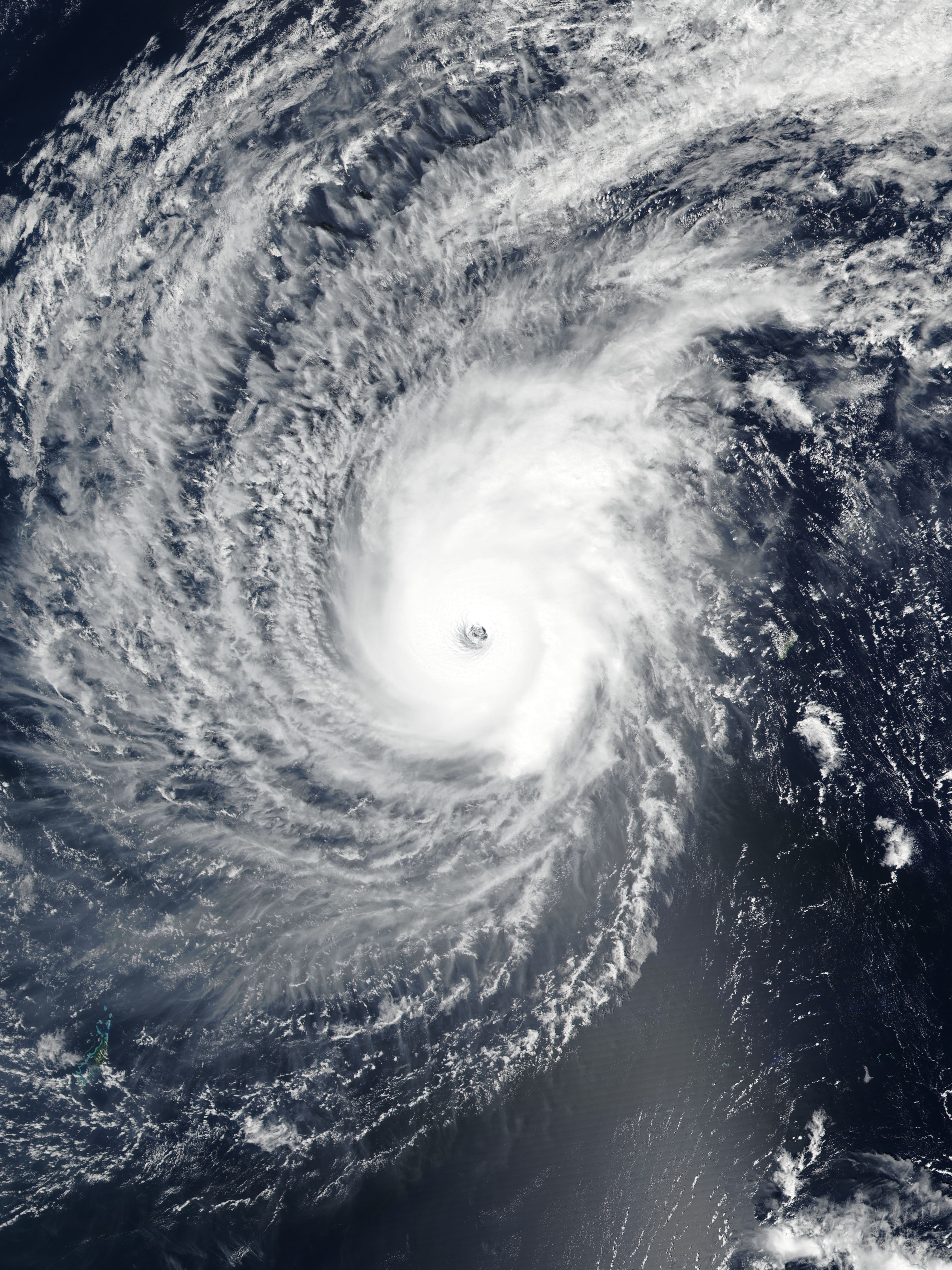
Typhoon Wutip

| Nome da tempestade | Datas ativas                          | Vento máximo km/h (mph) | Pressão (hPa) | Áreas afetadas                                                   | Prejuízos ( USD ) | Mortes | Refs          |
| ------------------ | ------------------------------------- | ----------------------- | ------------- | ---------------------------------------------------------------- | ----------------- | ------ | ------------- |
| Mona               | 28 de dezembro de 2018 - 9 de janeiro | 95 (60)                 | 985           | Ilhas Salomão, Fiji, Tonga                                       | Mínimo            | Nenhum |               |
| Pabuk              | 31 de dezembro de 2018 - 7 de janeiro | 85 (50)                 | 994           | Ilhas Natuna, Vietnã, Malásia, Tailândia, Mianmar, Ilhas Andaman | $ 151 milhões     | 10     | [ 13 ] [ 14 ] |
| 01W (Amang)        | 4 de janeiro - 22                     | 55 (35)                 | 1004          | Kiribati, Ilhas Marshall, Ilhas Carolinas, Filipinas             | $ 4,11 milhões    | 9      | [ 15 ]        |
| 11U                | 15 de janeiro - 23                    | Não especificado        | 1004          | Java                                                             | Nenhum            | Nenhum |               |
| Desmond            | 17 de janeiro - 22                    | 65 (40)                 | 995           | Moçambique, Madagáscar                                           | Desconhecido      | Nenhum |               |
| Riley              | 19 de janeiro - 30                    | 120 (75)                | 974           | Ilhas Molucas, Timor-Leste, Austrália Ocidental                  | Nenhum            | Nenhum |               |
| 13U                | 21 de janeiro - 25                    | 55 (35)                 | 999           | Península do Cabo York                                           | Nenhum            | Nenhum |               |
| Eketsang           | 22 de janeiro - 24                    | 75 (45)                 | 993           | Madagáscar                                                       | Desconhecido      | 27     |               |

### Fevereiro
O mês de fevereiro foi inativo, com a formação de apenas dez ciclones tropicais, dos quais sete foram nomeados. No entanto, o tufão Wutip se tornou o tufão mais intenso registado no mês de fevereiro.
| Nome da tempestade | Datas ativas                 | Vento máximo km/h (mph) | Pressão (hPa) | Áreas afetadas                                                        | Prejuízos ( USD ) | Mortes | Refs |
| ------------------ | ---------------------------- | ----------------------- | ------------- | --------------------------------------------------------------------- | ----------------- | ------ | ---- |
| Funani             | 3 de fevereiro - 10          | 195 (120)               | 940           | Rodrigues                                                             | Nenhum            | Nenhum |      |
| 06F                | 3 de fevereiro - 9           | 65 (40)                 | 994           | Wallis e Futuna, Ilhas Samoa                                          | Nenhum            | Nenhum |      |
| Gelena             | 4 de fevereiro - 14          | 205 (125)               | 942           | Madagascar, Maurícia, Rodrigues                                       | $ 1,02 milhões    | Nenhum |      |
| Oma                | 7 de fevereiro - 22          | 130 (80)                | 974           | Vanuatu, Nova Caledônia, Ilhas Salomão, Queensland, Nova Gales do Sul | $ 51 milhões      | 1      |      |
| Neil               | 8 de fevereiro - 10          | 65 (40)                 | 994           | Wallis e Futuna, Fiji, Tonga                                          | Nenhum            | Nenhum |      |
| 08F                | 10 de fevereiro - 13         | Não especificado        | 996           | Fiji, Tonga                                                           | Nenhum            | Nenhum |      |
| 10F                | 11 de fevereiro - 13         | Não especificado        | 996           | Wallis e Futuna, Fiji                                                 | Nenhum            | Nenhum |      |
| Wutip (Betty)      | 18 de fevereiro - 2 de março | 195 (120)               | 920           | Ilhas Carolinas, Guam                                                 | $ 3,3 milhões     | Nenhum |      |
| Pola               | 23 de fevereiro - 2 de março | 165 (105)               | 950           | Wallis e Futuna, Fiji, Tonga                                          | Nenhum            | Nenhum |      |
| Haleh              | 28 de fevereiro - 7 de março | 175 (110)               | 945           | Nenhum                                                                | Nenhum            | Nenhum |      |

### Março

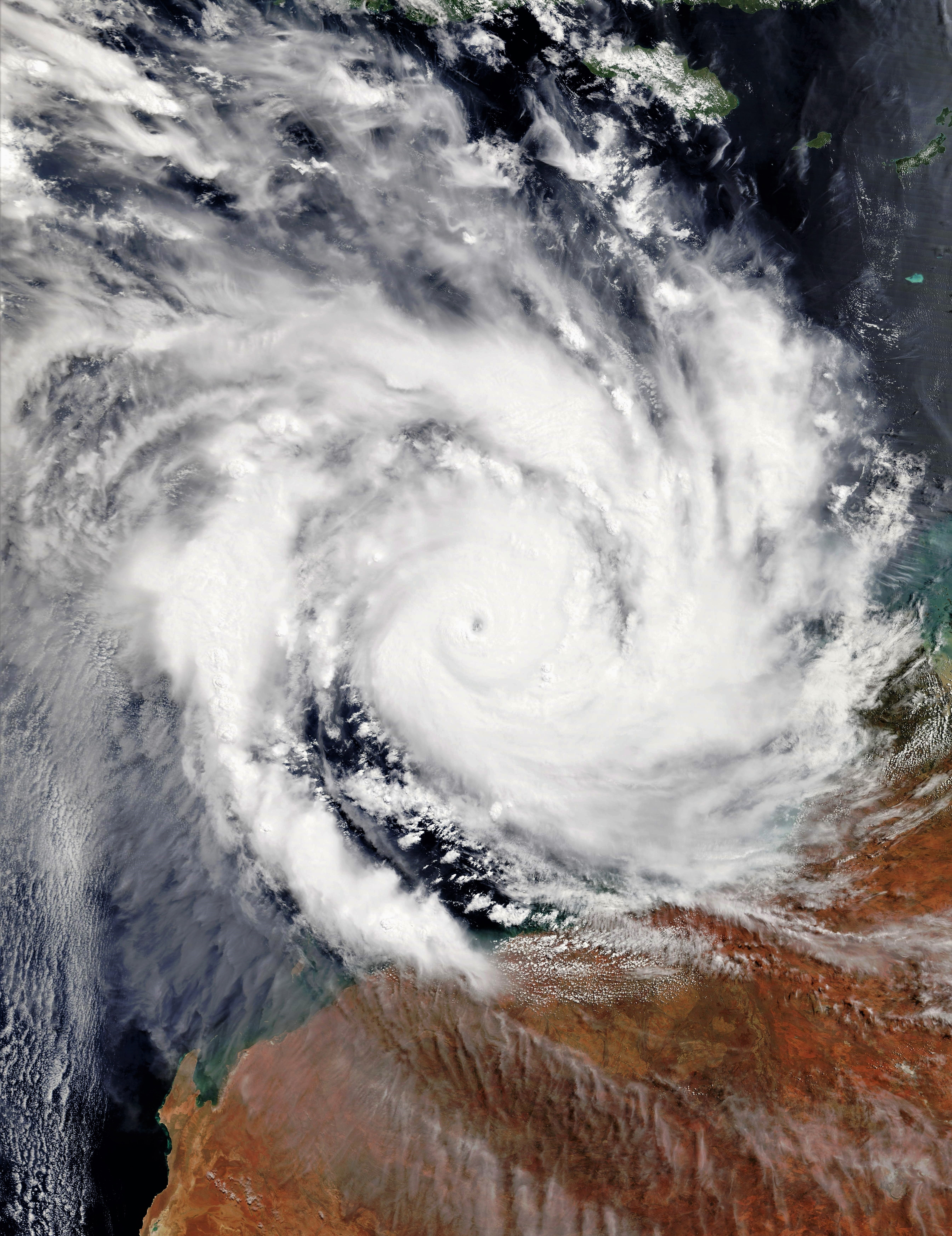
Ciclone Veronica

Dez ciclones tropicais formaram-se no mês de março, incluindo seis denominados ciclones tropicais. Um total de cinco sistemas fortalecidos para o equivalente a pelo menos um grande furacão de categoria 3 na escala de vento do furacão Saffir Simpson (SSHWS) - a primeira ocorrência desse tipo desde setembro de 2018. O mês contou com o Ciclone Idai, que é atualmente o ciclone tropical mais mortal do ano, responsável por 1.007 mortes no sul da África. Idai também foi o ciclone mais caro na bacia do Sudoeste do Oceano Índico, causando mais de US $ 2 mil milhões em danos. A tempestade tropical Iba se tornou o primeiro ciclone tropical a se desenvolver no Atlântico Sul desde Anita em 2010.
| Nome da tempestade | Datas ativas             | Vento máximo km/h (mph) | Pressão (hPa)    | Áreas afetadas                                    | Prejuízos ( USD )  | Mortes | Refs   |
| ------------------ | ------------------------ | ----------------------- | ---------------- | ------------------------------------------------- | ------------------ | ------ | ------ |
| Idai               | 4 a 16 de março          | 195 (120)               | 940              | Moçambique, Malawi, Madagáscar, Zimbabwe          | ≥ $ 2 mil milhões  | 1.303  | [ 19 ] |
| 15U                | 6 de março - 11          | Não especificado        | 1007             | Ilhas Molucas                                     | Nenhum             | Nenhum |        |
| Savana             | 7 a 20 de março          | 175 (110)               | 951              | Bali, Java, Ilha Christmas, Ilhas Cocos (Keeling) | > $ 7,5 milhões    | 10     |        |
| TL                 | 13 a 14 de março         | Não especificado        | Não especificado | Nenhum                                            | Nenhum             | Nenhum |        |
| 03W (Chedeng)      | 14 a 19 de março         | Não especificado        | 1006             | Palau, Filipinas                                  | $ 23.000           | Nenhum |        |
| Trevor             | 15 a 26 de março         | 175 (110)               | 950              | Papua-Nova Guiné, Queensland, Território do Norte | $ 710 mil          | Nenhum |        |
| Veronica           | 18 a 31 de março         | 215 (130)               | 928              | Timor, Austrália Ocidental                        | $ 1,2 mil millhões | Nenhum | [ 20 ] |
| Joaninha           | 18 a 30 de março         | 185 (115)               | 939              | Rodrigues                                         | Nenhum             | Nenhum |        |
| Iba                | 23 a 28 de março         | 85 (55)                 | 1006             | Brasil                                            | Nenhum             | Nenhum |        |
| TL                 | 31 de março - 3 de abril | Não especificado        | 1005             | Sudeste da Papua Nova Guiné                       | Nenhum             | Nenhum |        |

### abril

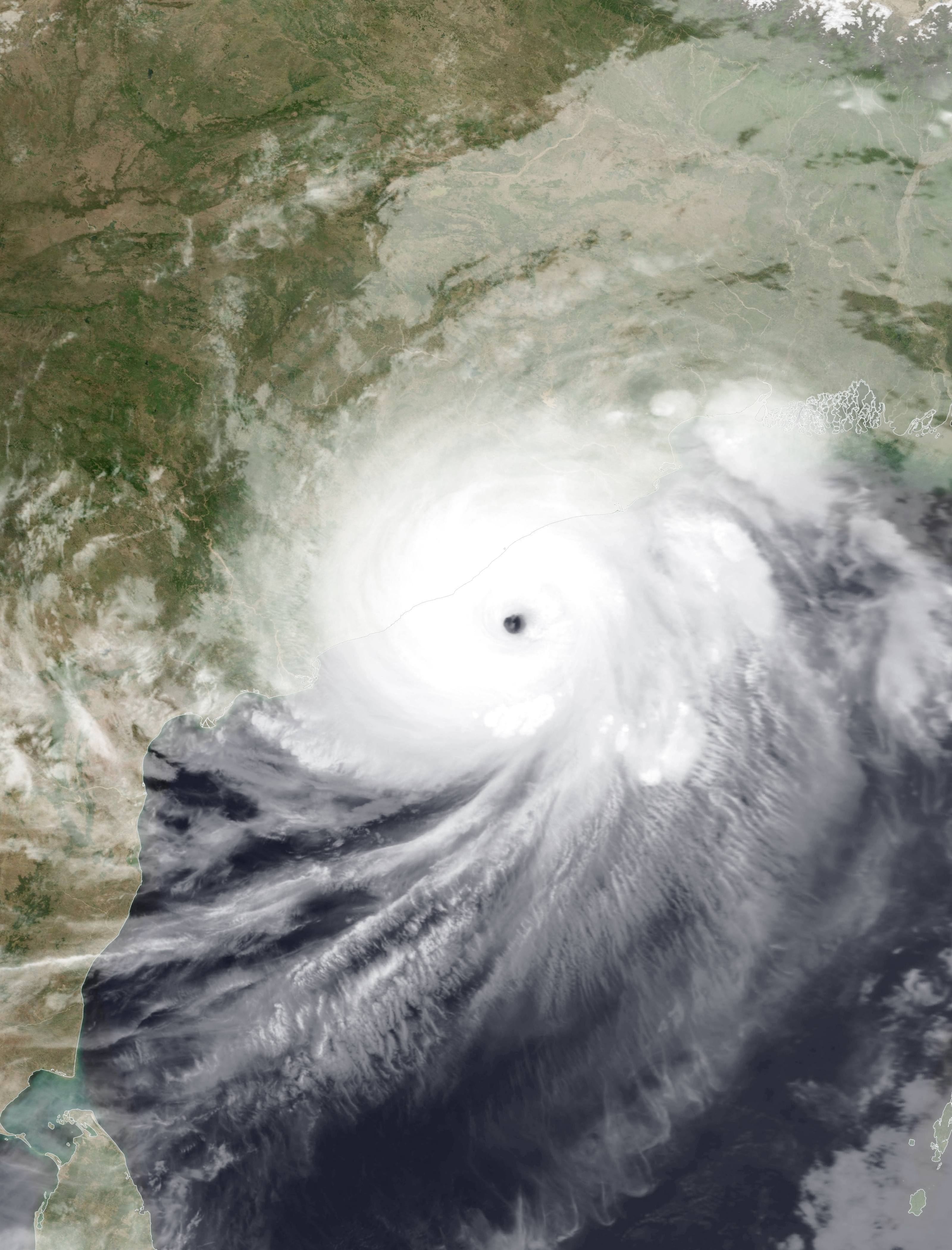
Ciclone Fani

Abril foi um mês inativo com a formação de seis ciclones, dos quais quatro foram nomeados. O ciclone Kenneth tornou-se o ciclone tropical mais intenso já registado em Moçambique. Kenneth matou 48 pessoas, das quais 41 foram mortas no país de Moçambique. O ciclone Fani atingiu partes da Índia e Bangladesh, matando 72 pessoas em Orissa, 17 pessoas em Bangladesh e 8 em Utar Pradexe.
| Nome da tempestade | Datas ativas            | Vento máximo km/h mph) | Pressão (hPa) | Áreas afetadas                                                                                   | Prejuízos ( USD )  | Mortes | Refs                 |
| ------------------ | ----------------------- | ---------------------- | ------------- | ------------------------------------------------------------------------------------------------ | ------------------ | ------ | -------------------- |
| Wallace            | 1 a 16 de Abril         | 120 (75)               | 980           | Indonésia Oriental, Território do Norte, Timor-Leste, Austrália Ocidental, Ilhas Cocos (Keeling) | Nenhum             | Nenhum |                      |
| 22U                | 5 a 15 de abril         | 65 (40)                | 1006          | Nova Guiné, Queensland, Território do Norte, Austrália Ocidental                                 | Nenhum             | Nenhum |                      |
| Kenneth            | 21 a 29 de abril        | 215 (130)              | 934           | Seicheles, Madagáscar, Comores, Moçambique, Tanzânia, Malawi                                     | > $ 100 milhões    | 50     | [ 22 ]               |
| Lorna              | 21 de abril - 1 de Maio | 150 (90)               | 964           | Nenhum                                                                                           | Nenhum             | Nenhum |                      |
| TL                 | 21 a 26 de abril        | 55 (35)                | 1003          | Sumatra, Ilhas Cocos (Keeling)                                                                   | Nenhum             | Nenhum |                      |
| Fani               | 26 de abril - 4 de maio | 215 (130)              | 932           | Sri Lanka, Odisha, Andra Pradexe, Índia Oriental, Bangladesh, Butão                              | $ 8,12 mil milhões | 89     | [ 23 ] [ 24 ] [ 25 ] |

### Maio

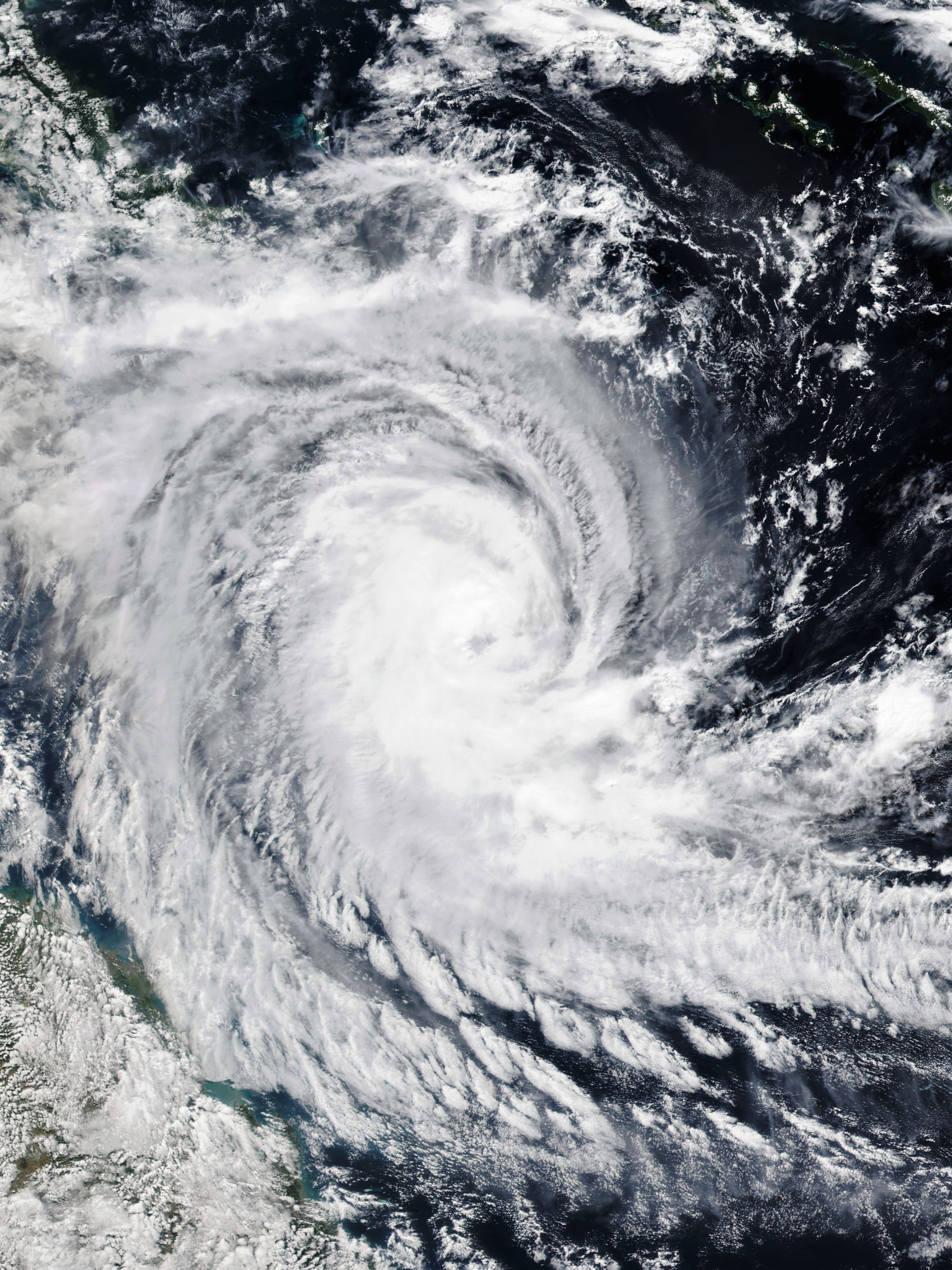
Ciclone Ann

Maio foi um mês relativamente inativo, com a formação de oito ciclones tropicais. Quatro desses ciclones tropicais atingiram o limite de intensidade exigido para receber nomes oficiais. O ciclone Lili desenvolveu-se no início da entressafra da região australiana e atingiu o Timor-Leste e as Ilhas Molucas da Indonésia, com enchentes induzidas pela chuva causando danos menores à infraestrutura e propriedades residenciais. O ciclone Ann, outro sistema australiano fora de temporada, desenvolveu-se em uma forte tempestade tropical no SSHWS e atingiu o extremo Norte de Queensland como uma baixa tropical. Ann foi o ciclone australiano mais forte desenvolvido em maio desde Rhonda em 1997. Uma tempestade subtropical chamada Jaguar formou-se no Atlântico Sul, marcando o segundo ciclone do Atlântico Sul do ano, a primeira vez que dois ocorreram no mesmo ano desde 2016. A formação da Tempestade Subtropical Andrea, de curta duração, ao sudoeste das Bermudas, começou a temporada de furacões no Atlântico pelo quinto ano consecutivo.
| Nome da tempestade | Data ativo      | Vento máximo km/h mph) | Pressão (hPa) | Áreas afetadas                                                                                               | Prejuízos ( USD ) | Mortes | Refs |
| ------------------ | --------------- | ---------------------- | ------------- | --- | ----------------- | ------ | ---- |
| Lili               | 4 a 11 de maio  | 75 (45)                | 997           | Indonésia Oriental, Timor-Leste, Top End, Kimberley                                                          | Moderado          | Nenhum |      |
| TD                 | 7 a 8 de maio   | Não especificado       | 1006          | Ilhas Yap, Palau                                                                                             | Nenhum            | Nenhum |      |
| TD                 | 7 a 15 de maio  | Não especificado       | 1004          | Ilhas Carolinas                                                                                              | Nenhum            | Nenhum |      |
| Ann                | 7 a 18 de maio  | 95 (60)                | 993           | Ilhas Salomão, Nova Caledónia, Sul de Papua-Nova Guiné, Queensland, Top End, Leste da Indonésia, Timor-Leste | Nenhum            | Nenhum |      |
| TD                 | 10 a 11 de maio | Não especificado       | 1006          | Ilhas Yap, Palau                                                                                             | Nenhum            | Nenhum |      |
| 12F                | 16 a 21 de maio | 55 (35)                | 1002          | Nenhum | Nenhum            | Nenhum |      |
| Jaguar             | 20 a 22 de maio | 65 (40)                | 1010          | Brasil | Nenhum            | Nenhum |      |
| Andrea             | 20 a 21 de maio | 65 (40)                | 1006          | Bermudas | Nenhum            | Nenhum |      |

### Junho

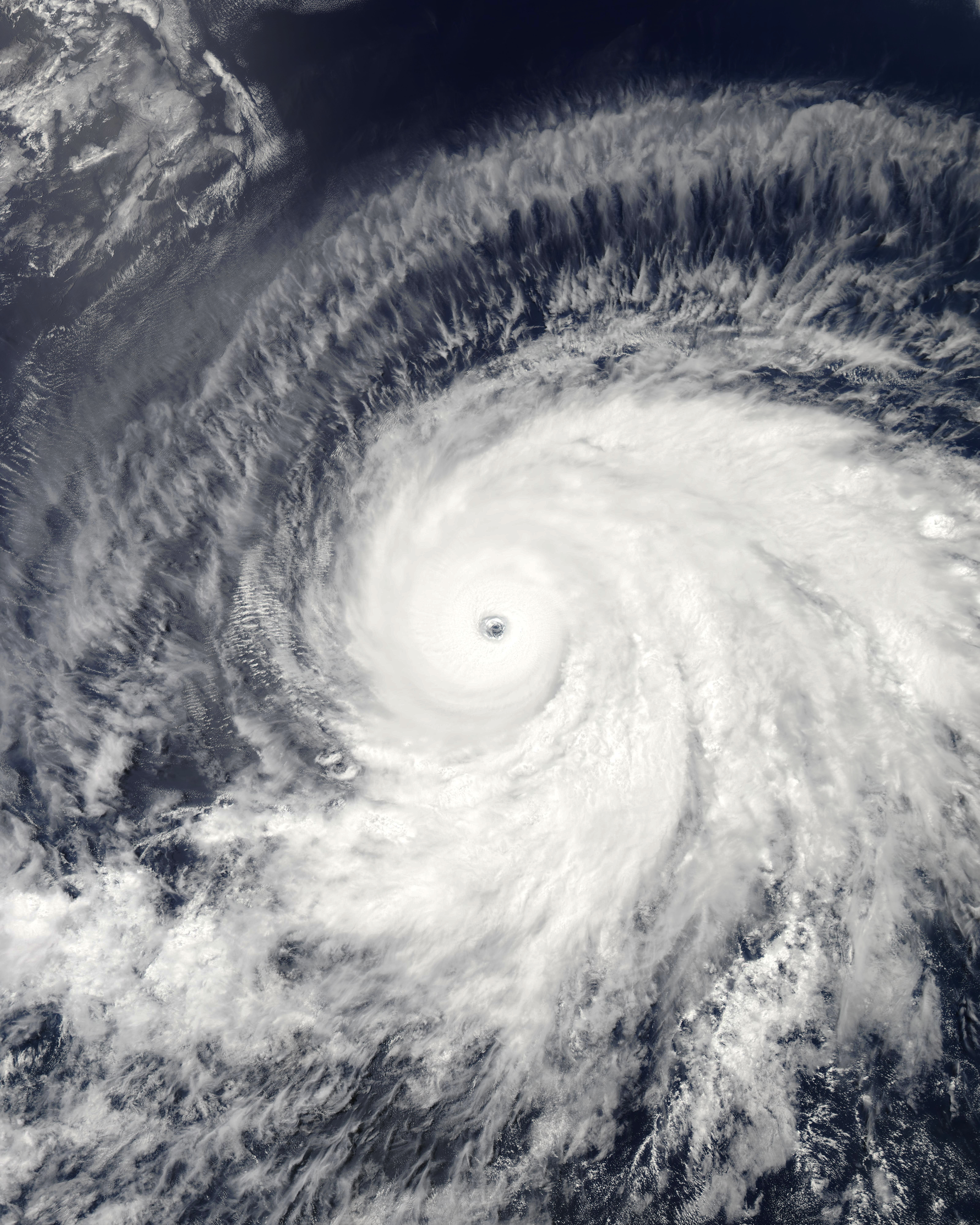
Furacão Bárbara

Junho foi um mês inativo em termos do número de ciclones tropicais formados, com apenas quatro sistemas ocorrendo no total. O dia 1 de junho também marcou o início oficial da temporada de furacões no Atlântico. Após o período mais longo do ano sem nenhuma atividade de ciclone, o primeiro sistema no Mar Arábico para a [[temporada de ciclones no Índico Norte de 2019 formado em 10 de junho. Nomeado de Vayu, o sistema intensificou-se em uma tempestade ciclônica muito severa de ponta na escala indiana, equivalente a um furacão de categoria 3 mínimo no SSHWS. No final do mês, o furacão Alvin tornou-se o primeiro ciclone tropical da temporada de furacões do Pacífico Leste, marcando o último início da temporada desde que os registos confiáveis começaram em 1971. Uma depressão tropical atingiu brevemente a intensidade de uma tempestade tropical perto do Japão em 27 de junho e foi chamada de Sepat. O ciclone foi a primeira tempestade tropical a se formar no Pacífico ocidental em quatro meses.
| Nome da tempestade | Data ativo               | Vento máximo km/h (mph) | Pressão (hPa) | Áreas afetadas                                                        | Prejuízos ( USD ) | Mortes | Refs                 |
| ------------------ | ------------------------ | ----------------------- | ------------- | --------------------------------------------------------------------- | ----------------- | ------ | -------------------- |
| Vayu               | 10 a 19 de junho         | 150 (90)                | 978           | Norte das Maldivas, Laquedivas, Índia Ocidental, Sudeste do Paquistão | > $ 140 mil       | 8      | [ 28 ] [ 29 ] [ 30 ] |
| Sepat (Dodong)     | 17 a 28 de junho         | 75 (45)                 | 992           | Ilhas Carolinas, Japão                                                | Nenhum            | Nenhum |                      |
| TD                 | 26 de junho              | 55 (35)                 | 1000          | Ilhas Ryukyu, Coreia do Sul, Japão                                    | Nenhum            | Nenhum |                      |
| Alvin              | 25 a 29 de junho         | 120 (75)                | 992           | Ilha Clarion                                                          | Nenhum            | Nenhum |                      |
| 04W (egay)         | 26 de junho - 1 de julho | 55 (35)                 | 1006          | Ilhas Carolinas, Palau                                                | Nenhum            | Nenhum |                      |
| Barbara            | 30 de junho - 6 de julho | 250 (155)               | 930           | Nenhum                                                                | Nenhum            | Nenhum |                      |

### Julho

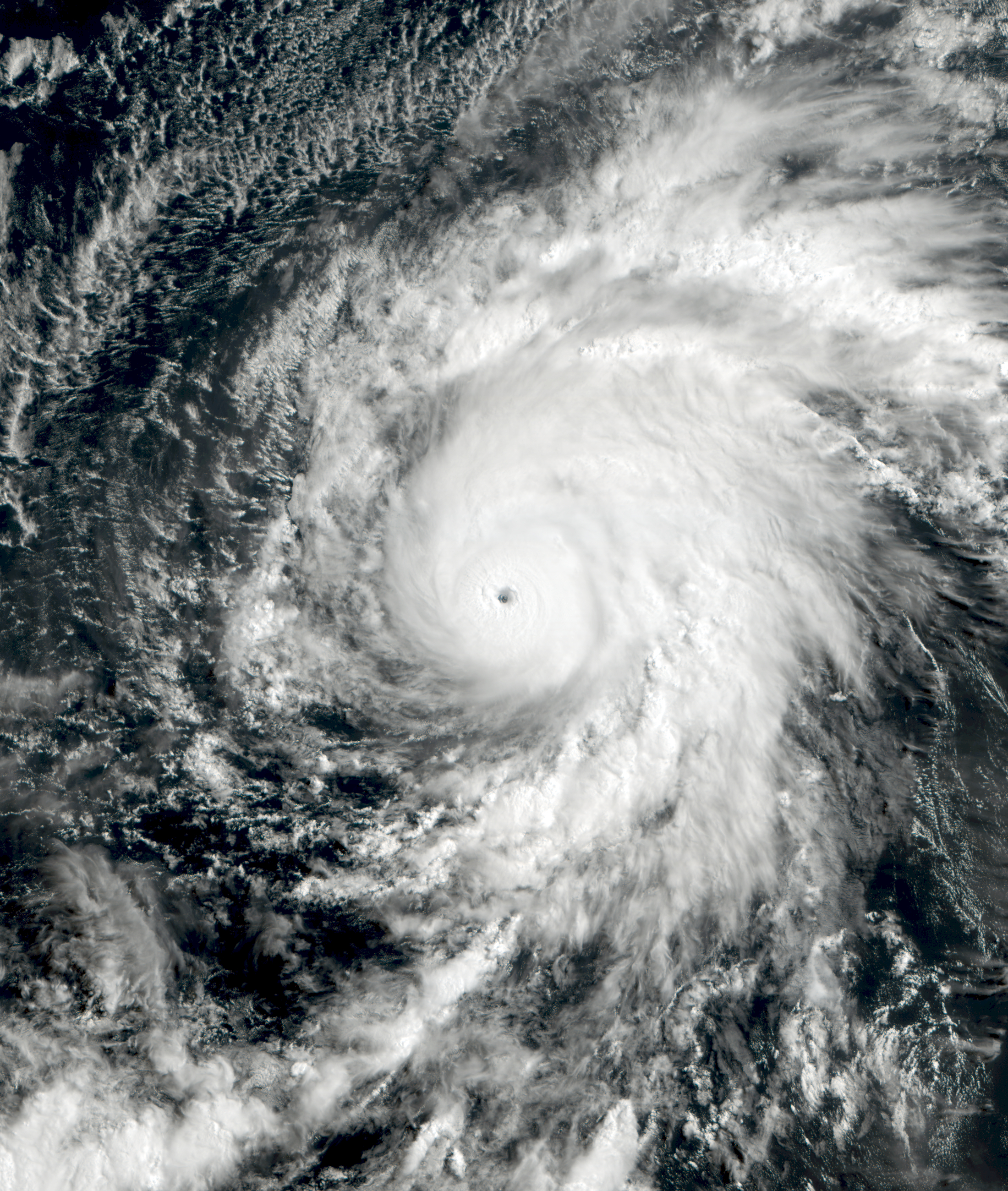
Furacão Erick

O mês de julho foi o terceiro mês mais ativo em termos de ciclones tropicais totais e em termos de tempestades nomeadas no ano, com a formação de treze ciclones tropicais, dos quais nove foram nomeados, atrás de agosto. Entre estas tempestades, furacão Barry atingiu a costa entre Midwestern Estados Unidos e sudeste dos Estados Unidos como tempestade tropical, causando $ 500 milhões (USD) por danos e uma pessoa foi indiretamente mortos pela tempestade.
| Nome da tempestade | Data ativa                | Vento máximo km/h (mph) | Pressão (hPa) | Áreas afetadas | Prejuízos ( USD ) | Mortes | Refs          |
| ------------------ | ------------------------- | ----------------------- | ------------- | --- | ----------------- | ------ | ------------- |
| Mun                | 1 a 4 de julho            | 65 (40)                 | 992           | Hainan, Sul da China, Ilhas Paracel, Vietnã, Laos | $ 240 mil         | 2      |               |
| Cosme              | 6 a 8 de julho            | 85 (50)                 | 1001          | Nenhum | Nenhum            | Nenhum |               |
| Barry              | 11 de julho - 15          | 120 (75)                | 991           | Meio-oeste dos Estados Unidos, Sudeste dos Estados Unidos, Costa do Golfo dos Estados Unidos, Arkansas, Oklahoma, região dos Grandes Lagos, Nordeste dos Estados Unidos | ≥ $ 600 milhões   | 0 (1)  | [ 31 ] [ 32 ] |
| Quatro-E           | 12 a 14 de julho          | 55 (35)                 | 1006          | Nenhum | Nenhum            | Nenhum |               |
| Danas (falcão)     | 12 a 21 de julho          | 85 (50)                 | 985           | Ilhas Yap, Filipinas, Taiwan, Ilhas Ryūkyū, Leste da China, Japão, Península Coreana, Norte da China, Extremo Oriente Russo, Ilhas Curilas                              | $ 6,4 milhões     | 6      |               |
| Goring             | 17 a 19 de julho          | 55 (35)                 | 996           | Filipinas, Taiwan, Ilhas Ryūkyū | Nenhum            | Nenhum |               |
| Dalila             | 22 a 25 de julho          | 65 (40)                 | 1005          | Panamá, Costa Rica, Nicarágua | Nenhum            | Nenhum |               |
| Três               | 22 a 23 de julho          | 50 (30)                 | 1013          | Bahamas | Nenhum            | Nenhum |               |
| 01                 | 22 a 24 de julho          | 45 (30)                 | 1001          | Nenhum | Nenhum            | Nenhum |               |
| Nari               | 24 a 27 de julho          | 65 (40)                 | 998           | Ilhas Bonin, Japão | Nenhum            | Nenhum |               |
| Erick              | 27 de julho - 5 de agosto | 215 (130)               | 952           | Havaí | Nenhum            | Nenhum |               |
| Flossie            | 28 de julho - 6 de agosto | 130 (80)                | 990           | Havaí | Nenhum            | Nenhum |               |
| Wipha              | 30 de julho - 3 de agosto | 85 (50)                 | 985           | Ilhas Paracel, Ainão, China meridional, Vietname, Laos | $ 56,3 milhões    | 27     |               |

### Agosto

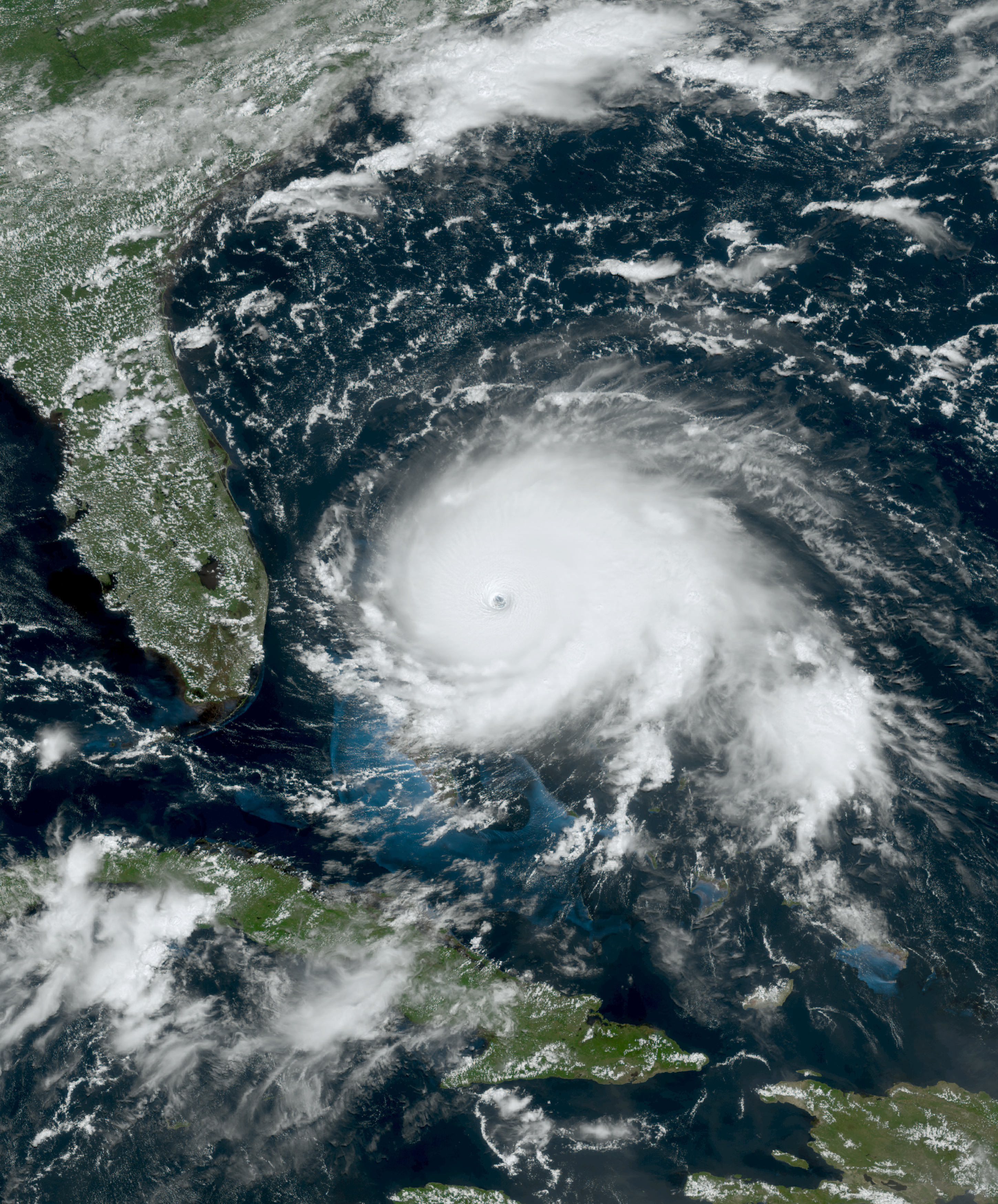
Furacão Dorian

O mês de agosto foi o segundo mais ativo do ano, com a formação de dezoito ciclones tropicais , com quatorze sendo nomeados, de todos os ciclones, o Furacão Dorian no Atlântico foi o mais forte a formar-se e o segundo mais letal do mês, com 84 mortes confirmadas, e o tufão Lekima tornou-se a segunda tempestade mais cara da história da China (atrás do tufão Fitow de 2013), bem como a tempestade mais mortal do mês, com 105 mortes.
| Nome da tempestade  | Data ativo              | Vento máximo km/h mph) | Pressão (hPa) | Áreas afetadas | Prejuízos ( USD ) | Mortes | Refs                        |
| ------------------- | ----------------------- | ---------------------- | ------------- | --- | ----------------- | ------ | --------------------------- |
| Francisco           | Agosto 1 – 7            | 130 (80)               | 970           | Japão, Coreia | Desconhecido      | 2      |                             |
| Lekima (Hanna)      | Agosto 2 – 14           | 195 (120)              | 925           | Ilhas Carolinas, Filipinas, Ilhas Ryukyu, Taiwan, China, Coreia, Leste da Rússia                                  | $9.28 mil milhões | 105    | [ 33 ] [ 34 ] [ 35 ] [ 36 ] |
| Gil                 | 3 a 5 de agosto 3 – 5   | 65 (40)                | 1006          | Nenhum | Nenhum            | Nenhum |                             |
| Krosa               | 5 a 16 de agosto        | 155 (100)              | 950           | Ilhas Marianas, Japão, Coreia, Leste da Rússia                                                                    | $20,3 milhões     | 3      |                             |
| BOB 03              | 6 a 11 de agosto        | 55 (35)                | 988           | Índia Oriental, Bangladesh                                                                                        | Desconhecido      | 3      |                             |
| TD                  | 6 a 8 de agosto         | 55 (35)                | 996           | Philippines | Nenhum            | Nenhum |                             |
| Henriette           | 12 a 13 de agosto       | 70 (45)                | 1005          | América Central, Sudoeste do México, Ilhas Revillagigedo, Península de Baja California                            | Nenhum            | Nenhum |                             |
| TD                  | 17 a 18 de agosto       | Não específicado       | 1006          | Nenhum | Nenhum            | Nenhum |                             |
| TD                  | Agosto 19 – 21          | Não específicado       | 1004          | Ryukyu Islands, Taiwan, East China                                                                                | Nenhum            | Nenhum |                             |
| Bailu (Ineng)       | Agosto 20 – 27          | 95 (60)                | 985           | Philippines, Taiwan, South China                                                                                  | $28.2 million     | 3      |                             |
| Chantal             | Agosto 21 – 24          | 65 (40)                | 1009          | Southeastern United States                                                                                        | Nenhum            | Nenhum |                             |
| Ivo                 | Agosto 21 – 25          | 100 (65)               | 992           | Revillagigedo Islands, Baja California Peninsula, Northwestern Mexico                                             | Nenhum            | Nenhum |                             |
| Dorian              | Agosto 24 – Setembro 12 | 295 (185)              | 910           | Leeward Islands, Barbados, Virgin Islands, Puerto Rico, The Bahamas, Southeastern United States. Atlantic Canada, | $5.1 billion      | 84     | [ 37 ] [ 38 ] [ 39 ] [ 40 ] |
| Podul (Jenny)       | Agosto 25 – 31          | 85 (50)                | 992           | Yap, Philippines, Vietnam, Laos, Thailand, Cambodia                                                               | $2.35 million     | 16     |                             |
| Erin                | Agosto 26 – 29          | 65 (40)                | 1005          | Eastern United States                                                                                             | Minimal           | Nenhum |                             |
| Faxai               | Agosto 30 – Setembro 10 | 155 (100)              | 955           | Wake Island, Japan                                                                                                | $10 billion       | 3      |                             |
| Kajiki (Kabayan)    | Agosto 30 – Setembro 7  | 65 (45)                | 996           | Philippines, South China, Vietnam, Laos                                                                           | $12.9 million     | 6      |                             |
| Lingling (Liwayway) | Agosto 31 – Setembro 7  | 165 (105)              | 940           | Philippines, Ryukyu Islands                                                                                       | $236 million      | 8      |                             |

### setembro

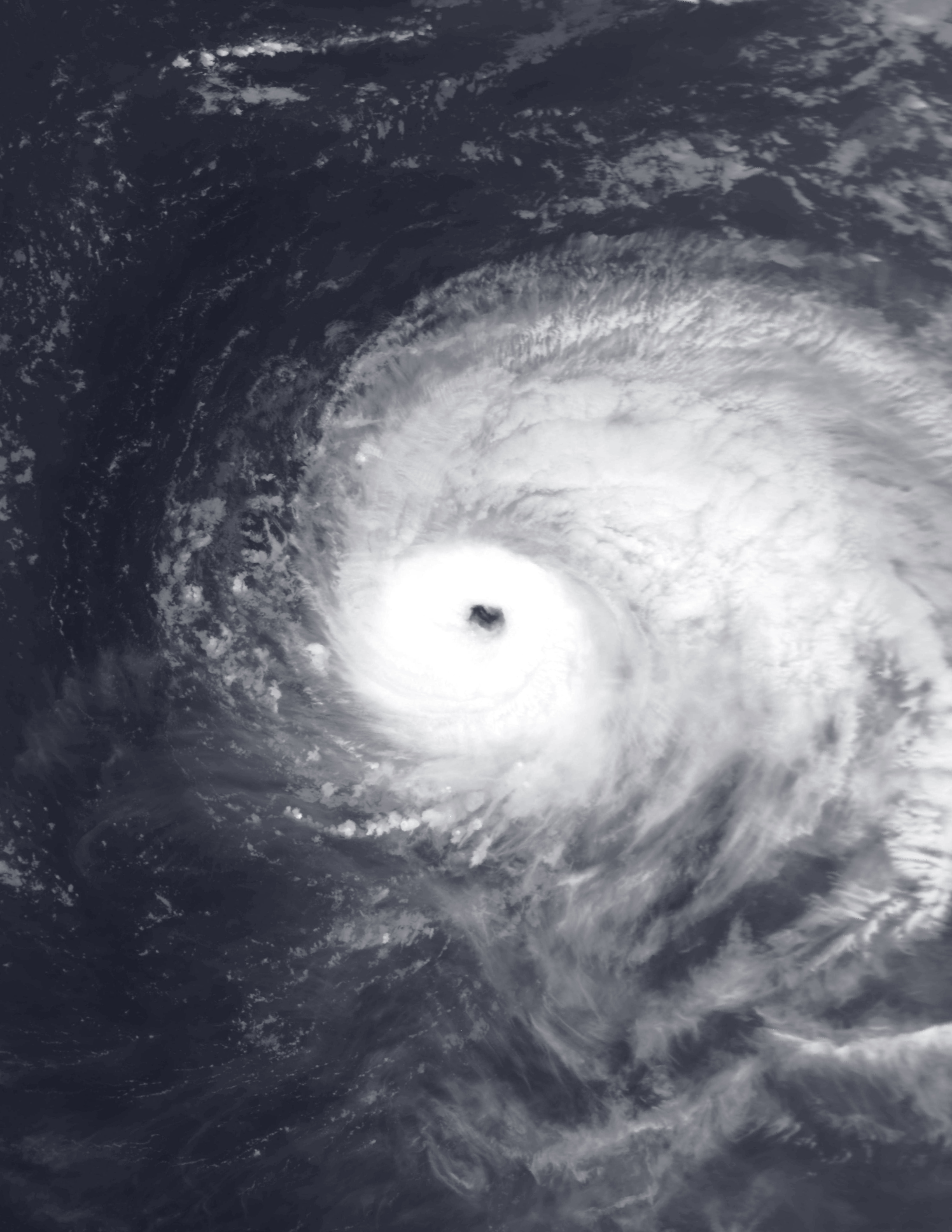
Furacão Lorenzo

O mês de setembro foi o mais ativo do ano, com a formação de vinte e cinco ciclones tropicais, dos quais dezessete foram nomeados. De todos os ciclones, o furacão Lorenzo no Atlântico é o mais intenso do mês e se tornou um dos maiores e mais poderosos furacões de categoria 5 já registados para o Atlântico central na era dos satélites. A tempestade tropical Fernand causou fortes enchentes no noroeste do México, matando uma pessoa e causando pelo menos US $ 213 milhões em danos. A atividade do mês no Pacífico Oriental se tornou um recorde de atividade mais ativa no mês entre 1966, 1992, 1994, 1997 e 2005 formando seis tempestades nomeadas na bacia. A severa tempestade tropical (mais tarde tufão) Tapah (Nimfa) piorou a situação das inundações nas Filipinas. Nenhum ciclone tropical foi formado no Atlântico Sul.
| Nome da tempestade | Datas ativas                  | Vento máximo km/h (mph) | Pressão (hPa)    | Áreas afetadas | Prejuízos ( USD ) | Mortes | Refs          |
| ------------------ | ----------------------------- | ----------------------- | ---------------- | --- | ----------------- | ------ | ------------- |
| Juliette           | 1 a 7 de setembro             | 205 (125)               | 953              | Nenhum | Nenhum            | Nenhum |               |
| TD                 | 1 a 4 de setembro             | 55 (35)                 | 998              | Filipinas | Nenhum            | Nenhum |               |
| Fernand            | Setembro 3 – 5                | 85 (50)                 | 1000             | México Noroeste, Sul Texas                                                                                                 | $383 milhões      | 1      | [ 42 ] [ 43 ] |
| Gabrielle          | 3 a 10 de setembro            | 100 (65)                | 995              | Cabo Verde, Ilhas Britânicas                                                                                               | Nenhum            | Nenhum |               |
| Akoni              | 4 a 6 de setembro             | 65 (40)                 | 1004             | Nenhum | Nenhum            | Nenhum |               |
| TD                 | 4 a 5 de setembro             | Não específicado        | 1006             | Ilhas Carolinas | Nenhum            | Nenhum |               |
| TD                 | 7 a 10 de setembro            | 55 (35)                 | 1000             | Ilhas Ryukyu | Nenhum            | Nenhum |               |
| Marilyn            | 7 a 10 de setembro            | 55 (35)                 | 998              | Ilhas Carolinas, Filipinas                                                                                                 | Nenhum            | Nenhum |               |
| Kiko               | 12 a 25 de setembro           | 215 (130)               | 950              | Nenhum | Nenhum            | Nenhum |               |
| Humberto           | 13 a 20 de setembro           | 205 (125)               | 951              | Ilha de São Domingos, Cuba, Bahamas, Sudeste dos Estados Unidos, Bermuda                                                   | 25 milhões        | 1      |               |
| Peipah             | 13 a 16 de setembro           | 65 (40)                 | 1000             | Ilhas Marianas | Nenhum            | Nenhum |               |
| TD                 | 15 de setembro                | Não específicado        | 996              | Nenhum | Nenhum            | Nenhum |               |
| TD                 | 17 a 20 de setembro           | Não específicado        | 1000             | Nenhum | Nenhum            | Nenhum |               |
| Tapah (Nimfa)      | 17 a 23 de setembro           | 120 (75)                | 970              | Filipinas | Nenhum            | Nenhum |               |
| Lorena             | 17 a 22 de setembro           | 140 (85)                | 987              | Sudoeste do México, Leste do México, Ilhas Revillagigedo, Península Baja California                                        | Nenhum            | Nenhum |               |
| Mario              | 17 a 23 de setembro           | 100 (65)                | 992              | Nenhum | Nenhum            | Nenhum |               |
| Jerry              | 17 a 25 de setembro           | 165 (105)               | 971              | Ilhas Sotavento, Porto Rico                                                                                                | Nenhum            | Nenhum |               |
| Imelda             | 17 a 21 de setembro           | 75 (45)                 | 1003             | Região Sudoeste dos Estados Unidos, Texas, Louisiana, Oklahoma, Arkansas                                                   | $5 mil milhões    | 5      |               |
| TD                 | 17 de setembro                | Não específicado        | 1004             | Filipinas | Nenhum            | Nenhum |               |
| Karen              | 22 a 27 de setembro           | 75 (45)                 | 1002             | Ilhas de Barlavento (Caribe), Trindade e Tobago, Venezuela, Ilhas Virgens Americanas, Ilhas Virgens Britânicas, Porto Rico | $3,5 milhões      | Nenhum |               |
| Hikaa              | 22 a 26 de setembro           | 140 (85)                | 978              | Guzerate, Omã | Nenhum            | Nenhum |               |
| Lorenzo            | 23 de setembro – 2 de outubro | 260 (160)               | 925              | África Ocidental, Cabo Verde, Leste dos Estados Unidos, Açores, Ilhas Britânicas, França                                   | ≥$362 milhões     | 19     |               |
| Mitag (Onyok)      | 25 de setembro – 3 de outubro | 140 (85)                | 965              | Ilhas Marianas, Taiwan, Japão, China Ocidental, Coreia do Sul                                                              | Nenhum            | Nenhum |               |
| Narda              | 28 de setembro – 1 de outubro | (85) 50                 | 998              | México Oriental, Sudoeste do México                                                                                        | Nenhum            | Nenhum |               |
| Land 01            | 29 de setembro – 1 de outubro | Não específicado        | Não específicado | Guzerate | Nenhum            | Nenhum |               |

### Outubro

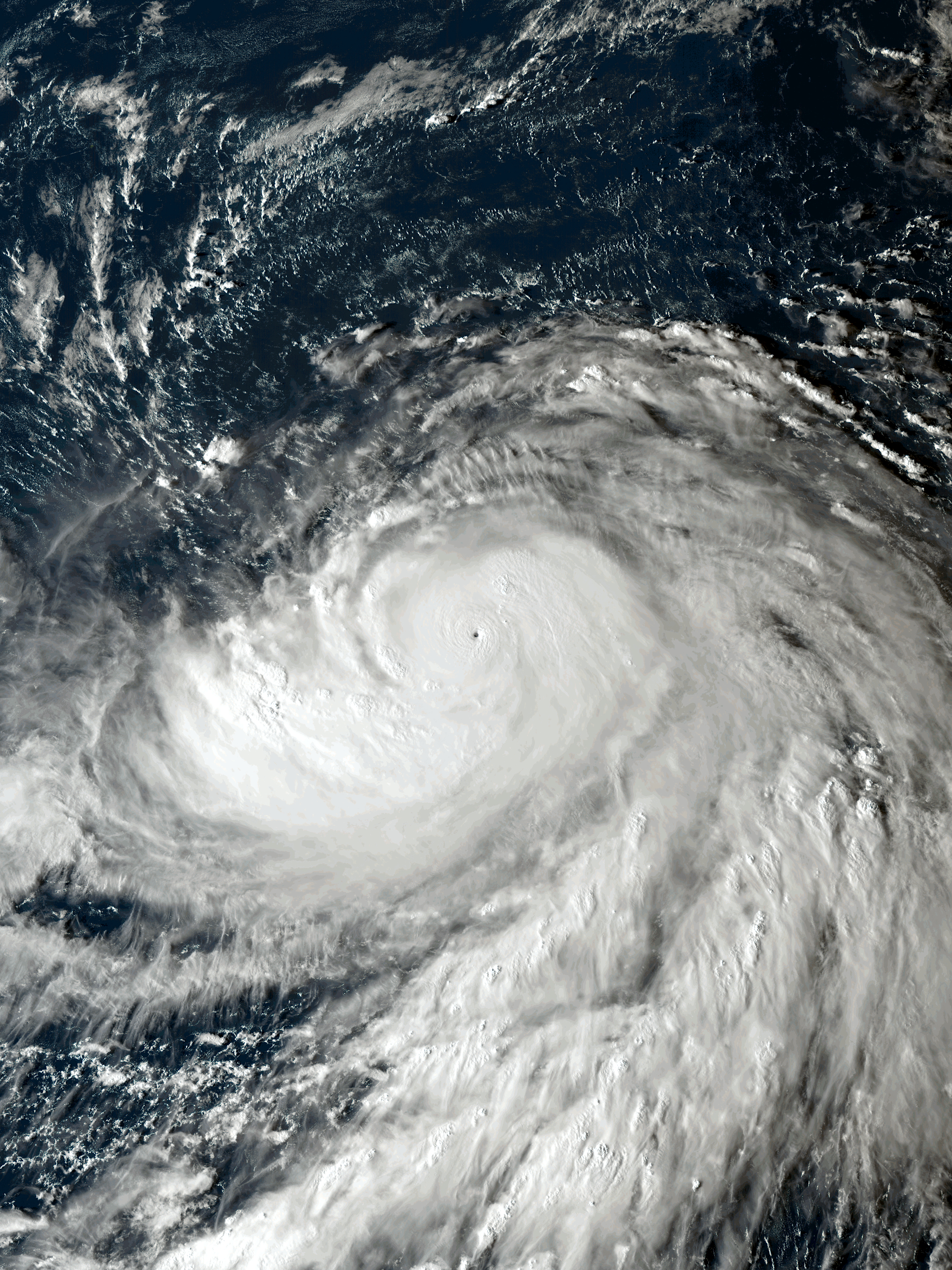
Tufão Hagibis

O mês de outubro como bastante ativo, com a formação do tufão Hagibis, atingiu Tóquio, no Japão, tornando-se o pior tufão da história japonesa desde Ida em 1958. O furacão Pablo tornou-se a tempestade mais oriental do Atlântico a se transformar em furacão, quebrando o recorde do furacão Vince.
| Nome da tempestade | Data ativo                    | Vento máximo km/h (mph) | Pressão (hPa) | Áreas afetadas                                              | Prejuízos ( USD ) | Mortes | Refs |
| ------------------ | ----------------------------- | ----------------------- | ------------- | ----------------------------------------------------------- | ----------------- | ------ | ---- |
| TD                 | 1 a 3 de outubro              | Não específicado        | 1010          | Nenhum                                                      | Nenhum            | Nenhum |      |
| Hagibis            | 4 a 13 de outubro             | 195 (120)               | 915           | Ilhas Marianas, Coreia do Sul, Japão, Extremo Oriente Russo | $15 mil milhões   | 95     |      |
| Melissa            | 11 a 14 de outubro            | 100 (65)                | 995           | Médio Atlântico, Nova Inglaterra, Nova Escócia,             | Nenhum            | Nenhum |      |
| Ema                | 12 a 14 de outubro            | 85 (50)                 | 1003          | Nenhum                                                      | Nenhum            | Nenhum |      |
| Quinze             | 14 a 16 de outubro            | 55 (35)                 | 1006          | África Ocidental, Cabo Verde                                | Nenhum            | Nenhum |      |
| Neoguri (Perla)    | 15 a 21 de outubro            | 140 (85)                | 992           | Nenhum                                                      | Nenhum            | Nenhum |      |
| Octave             | 17 a 19 de outubro            | 75 (45)                 | 1004          | Nenhum                                                      | Nenhum            | Nenhum |      |
| Bualoi             | 18 a 25 de outubro            | 185 (115)               | 935           | Nenhum                                                      | Nenhum            | Nenhum |      |
| Nestor             | 18 a 19 de outubro            | 95 (60)                 | 996           | América Central, México, Sudoeste dos Estados Unidos        | >$150 milhões     | 0 (3)  |      |
| Priscilla          | 20 a 21 de outubro            | 65 (40)                 | 1004          | México Oriental                                             | >$3 milhões       | Nenhum |      |
| Kyarr              | 24 de outubro – 1 de novembro | 240 (150)               | 922           | Gujarat, Irão, Paquistão, Omã                               | Nenhum            | Nenhum |      |
| Scott              | 24 a 26 de outubro            | 75 (45)                 | 1004          | Egito, Israel                                               | Desconhecido      | Nenhum |      |
| Olga               | 25 a 26 de outubro            | 65 (40)                 | 998           | Costa do Golfo dos Estados Unidos                           | >$100 milhões     | 1      |      |
| Pablo              | 25 a 28 de outubro            | 130 (80)                | 977           | Açores                                                      | Nenhum            | Nenhum |      |
| Matmo              | 28 de outubro – 1 de novembro | 100 (60)                | 992           | Vietname                                                    | >$53 milhões      | Nenhum |      |
| Maha               | 30 de outubro – 7 de novembro | 185 (115)               | 956           | Índia                                                       | Nenhum            | Nenhum |      |
| Rebekah            | 30 de outubro – 1 de novembro | 75 (45)                 | 987           | Açores                                                      | Nenhum            | Nenhum |      |

### Novembro

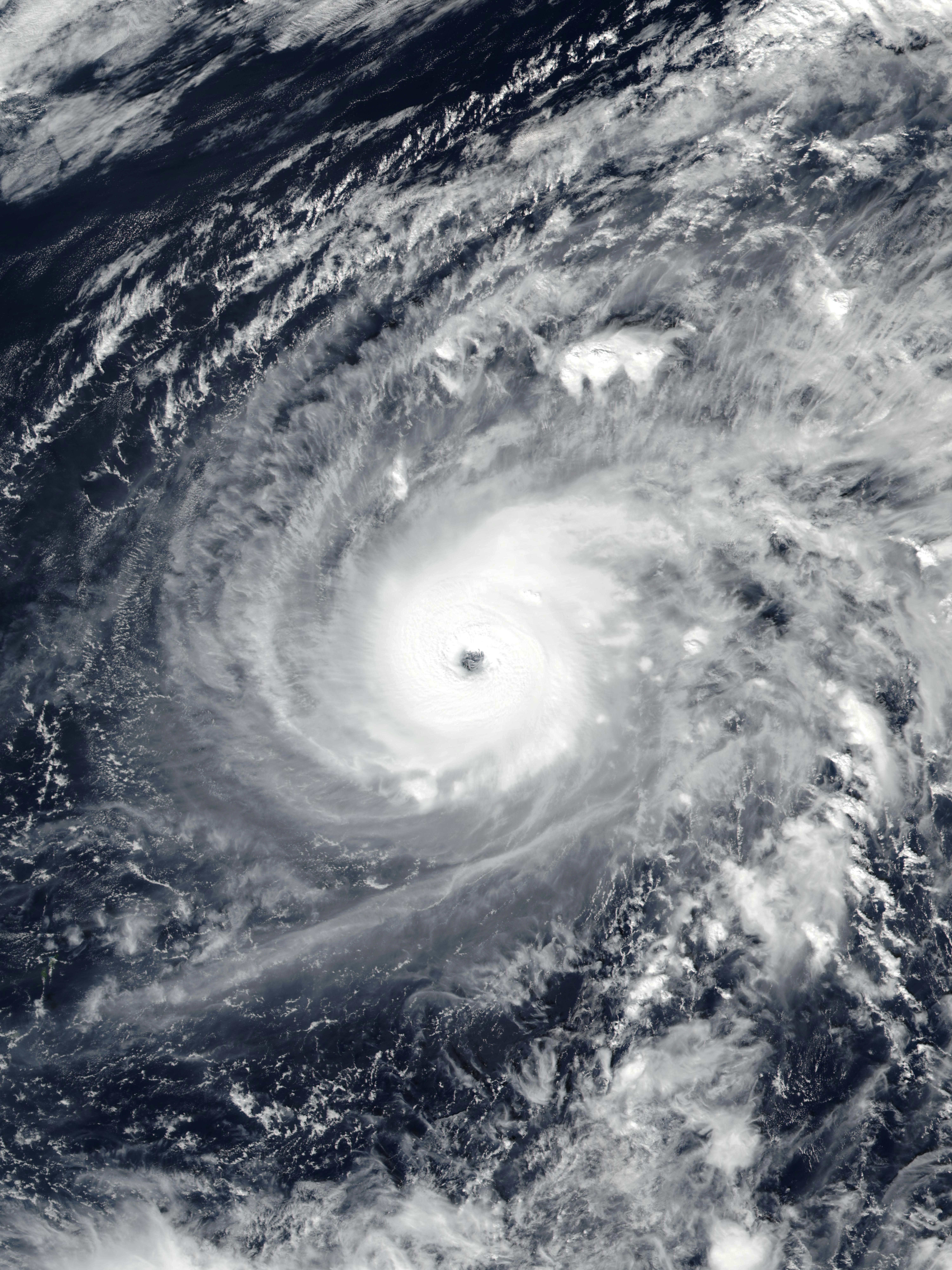
Tufão Halong

O mês de novembro foi relativamente inativo, com apenas dez ciclones tropicais se formando. No entanto, o tufão Halong se tornou a tempestade mais forte do ano, com pico de pressão central mínima de 905 milibares. O ciclone Bulbul causou grandes danos em Bengala Ocidental durante o início do mês, com estimativas de danos provavelmente superiores a US $ 2,5 mil milhões. O tufão Nakri, no início do mês, e o tufão Kammuri, perto do final do mês, atingiram partes das Filipinas com chuvas fortes e vento forte, matando 34 pessoas no total. Além disso, o ciclone tropical Rita se tornou o primeiro ciclone da temporada de ciclones do Pacífico Sul de 2019-20.
| Nome da tempestade | Data ativo                     | Vento máximo km/h (mph) | Pressão (hPa) | Áreas afetadas                                     | Prejuízos ( USD ) | Mortes | Refs                               |
| ------------------ | ------------------------------ | ----------------------- | ------------- | -------------------------------------------------- | ----------------- | ------ | ---------------------------------- |
| Halong             | 2 a 9 de novembro              | 215 (130)               | 905           | Nenhum                                             | Nenhum            | Nenhum |                                    |
| Nakri (Quiel)      | 4 a 11 de novembro             | 120 (75)                | 980           | Filipinas                                          | >$40 milhões      | 22     |                                    |
| Bulbul             | 5 a 11 de novembro             | 155 (100)               | 980           | Andamão e Nicobar, Índia Oriental, Bangladesh      | ≥2 600 000 000 $  | 38     | [ 44 ] [ 45 ] [ 46 ] [ 47 ] [ 48 ] |
| Trudy (Detlef)     | 10 a 11 de novembro            | 80 (50)                 | 998           | Argélia, Espanha, Itália                           | Desconhecido      | 1      |                                    |
| Fengshen           | 10 a 18 de novembro            | 155 (100)               | 965           | Ilhas Marshall, Ilhas Marianas Setentrionais       | Nenhum            | Nenhum |                                    |
| Kalmaegi (Ramon)   | 11 a 21 de novembro            | 120 (75)                | 980           | Filipinas                                          | Nenhum            | Nenhum |                                    |
| Raymond            | 15 a 17 de novembro            | 85 (50)                 | 1000          | Ilhas Revillagigedo, Península da Baixa Califórnia | Nenhum            | Nenhum |                                    |
| Vinte e um-E       | 16 a 18 de novembro            | 55 (35)                 | 1006          | México Sudoeste                                    | Nenhum            | Nenhum |                                    |
| Fung-wong (Sarah)  | 19 a 24 de novembro            | 100 (65)                | 990           | Filipinas                                          | Nenhum            | Nenhum |                                    |
| Sebastien          | 19 a 25 de novembro            | 100 (65)                | 994           | Ilhas de Sotavento                                 | Nenhum            | Nenhum |                                    |
| TD                 | 22 a 23 de novembro            | Não específicado        | 1010          | Nenhum                                             | Nenhum            | Nenhum |                                    |
| Rita               | 22 a 27 de novembro            | 120 (75)                | 978           | Ilhas Salomão, Vanuatu                             | Nenhum            | Nenhum |                                    |
| Kammuri (Tisoy)    | 24 de novembro – 6 de dezembro | 165 (105)               | 950           | Ilhas Carolinas, Ilhas Marianas, Filipinas         | 116 000 000 $     | 12     |                                    |
| TD                 | 26 a 29 de novembro            | 55 (35)                 | 1002          | Ilhas Marianas                                     | Nenhum            | Nenhum |                                    |
| TD                 | 29 de novembro – 1 de dezembro | 55 (35)                 | 1002          | Ilhas Carolinas                                    | Nenhum            | Nenhum |                                    |

### dezembro

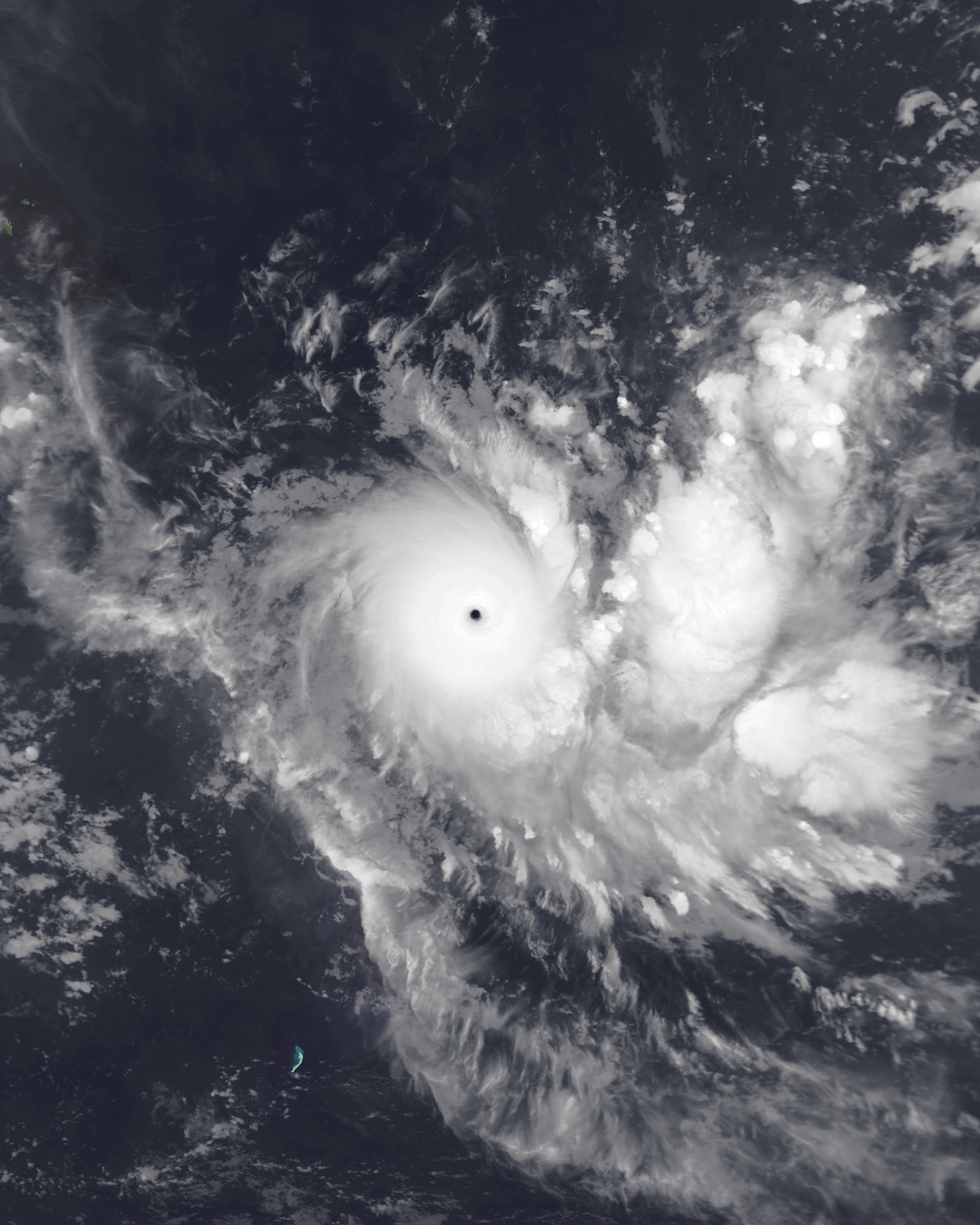
Ciclone Ambali

O mês de dezembro foi apenas ligeiramente ativo, com nove ciclones tropicais se formando, mas apenas seis ciclones tropicais sendo nomeados. No entanto, Ambali se tornou a tempestade mais forte do mês, com pico de pressão central mínima de 930 milibares e ventos sustentados máximos de 249 km/h (155 mph), tornando-se assim o primeiro ciclone tropical muito intenso na bacia desde Fantala em 2016 e também o primeiro ciclone da temporada no Índico Sudoeste de 2019-20. Para aumentar a temporada, o ciclone Belna se formou e fez um desembarque destrutivo no noroeste de Madagáscar, matando 9 pessoas. Além disso, antes de se tornar o último tufão da temporada de tufões do Pacífico de 2019, o tufão Phanfone atingiu as Filipinas na véspera de Natal, causando mais de 3,39 mil milhões de dólares (US $ 67,2 milhões) em danos e deixando 50 mortos no país.
| Nome da tempestade | Datas ativas                           | Vento máximo km/h (mph) | Pressão (hPa) | Áreas afetadas                            | Prejuízos ( USD ) | Mortes | Refs |
| ------------------ | -------------------------------------- | ----------------------- | ------------- | ----------------------------------------- | ----------------- | ------ | ---- |
| Belna              | 2 a 11 de dezembro                     | 185 (115)               | 955           | Seicheles, Mayotte, Comores, Madagáscar   | > $ 25 milhões    | 9      |      |
| Pawan              | 2 a 7 de dezembro                      | 75 (45)                 | 999           | Somália                                   | Desconhecido      | 1      |      |
| ARB 06             | 3 a 5 de dezembro                      | 95 (60)                 | 1002          | Tâmil Nadu                                | Desconhecido      | 25     |      |
| Ambali             | 3 a 8 de dezembro                      | 220 (140)               | 930           | Nenhum                                    | Nenhum            | Nenhum |      |
| ARB 08             | 8 a 10 de dezembro                     | 55 (35)                 | 1004          | Socotorá, Somália                         | Nenhum            | Nenhum |      |
| 02F                | 19 a 23 de dezembro                    | Não especificado        | 999           | Nenhum                                    | Nenhum            | Nenhum |      |
| Fanfone (Ursula)   | 19 a 29 de dezembro                    | 175 (110)               | 970           | Ilhas Carolinas, Filipinas                | $ 67,2 milhão     | 50     |      |
| Sarai              | 23 de dezembro - 2 de janeiro de 2020  | 110 (70)                | 972           | Fiji, Tonga, Niue, Ilhas Cook Meridionais | $ 2,3 milhões     | 2      |      |
| Calvinia           | 27 de dezembro - 1º de janeiro de 2020 | 120 (75)                | 973           | Maurícia, Rodrigues                       | Desconhecido      | Nenhum |      |

## Efeitos globais
| Nome da temporada                                              | Áreas afetadas | Sistemas formados | Tempestades nomeadas | Danos ( USD )         | Mortes |
| -------------------------------------------------------------- | --- | ----------------- | -------------------- | --------------------- | ------ |
| Temporada de furacões no oceano Atlântico de 2019              | Bermuda, Meio-Oeste dos Estados Unidos, Sudeste dos Estados Unidos, Costa do Golfo dos Estados Unidos, Arkansas, Oklahoma, região dos Grandes Lagos, Canadá Atlântico, Nordeste dos Estados Unidos, Bahamas, Cabo Verde, Açores | 20                | 18                   | $ 11,61 mil milhões   | 119    |
| Temporada de furacões no Pacífico de 2019                      | América Central, Panamá, Costa Rica, Nicarágua, Havaí, Ilhas Havaianas, Atol Johnston, Sudoeste do México, Ilha Clarion, México Ocidental, Península da Baixa Califórnia, Noroeste do México, Sudoeste dos Estados Unidos, Texas | 21                | 19                   | $ 16,1 milhões        | 7      |
| Temporada3 de tufões no Pacífico de 2019                       | Ilhas Natuna, Vietname, Malásia, Tailândia, Myanmar, Kiribati, Ilhas Marshall, Ilhas Carolinas, Palau, Filipinas, Guam, Estados Federados da Micronésia, Ilhas Marianas, Ilhas Yap, Taiwan, Ilhas Ryūkyū, China Oriental, Japão, Península Coreana, Norte da China, Extremo Oriente Russo, Alasca Ocidental, Oceano Ártico, Ilhas Curilas, Ilhas Bonin, Laos , | 52                | 29                   | $ 34,14 mil milhões   | 389    |
| Temporada de ciclones no Índico Norte de 2019                  | Tailândia, Myanmar, Ilhas Andamão, Sumatra, Ilhas Nicobar, Sri Lanka, Índia Oriental, Bangladesh, Butão, Maldivas, Guzerate, Arábia Saudita, Irão, Paquistão, Omã, Somália | 11                | 7                    | $ 11,5 mil milhões    | 177    |
| Ciclone tropical do Atlântico Sul                              | Brasil | 2                 | 2                    | Nenhum                | Nenhum |
| Temporada2 de ciclones do sudoeste do Oceano Índico de 2018–19 | Tanzânia, Madagáscar, Rodrigues, Maurícia, Moçambique, Malawi, Zimbabwe, Seicheles, Comores | 9                 | 9                    | > $ 2,311 mil milhões | 1.382  |
| Temporada3 de ciclones do Sudoeste do Oceano Índico de 2019-20 | Seicheles, Mayotte, Comores, Madagáscar, Maurícia, Rodrigues | 4                 | 3                    | $ 25 milhões          | 41     |
| Temporada2 de ciclones da região australiana de 2018–19        | Queensland, Território do Norte, Austrália Ocidental, Nova Gales do Sul, Indonésia, Timor-Leste, Papua Nova Guiné, Ilhas Salomão, Nova Caledónia, Ilhas Cocos (Keeling), Ilha Christmas, Ilha Ilha de Lord Howe | 17                | 9                    | $ 1,234 mil milhão    | 14     |
| Temporada2 de ciclones do Pacífico Sul de 2018–19              | Ilhas Salomão, Fiji, Wallis e Futuna, Ilhas Samoa, Tonga, Vanuatu, Nova Caledónia | 11                | 4                    | $ 50 milhões          | Nenhum |
| Temporada3 de ciclones do Pacífico Sul de 2019-20              | Ilhas Salomão, Vanuatu, Fiji, ilhas Lau, Tonga | 3                 | 2                    | Nenhum                | 2      |
| No mundo todo                                                  | (Veja acima) | 150               | 102                  | > $ 60,86 mil milhões | 2.096  |

1. ↑  A soma do número de sistemas em cada bacia não vai ser igual ao número total mostrado. Isso é porque os sistemas passam entre as bacias, e cria diferenças entre o número de sistemas.
2. ↑  O número de fatalidades em cada bacia não vai ser igual ao número de cada bacia. Isso é porque os sistemas passam entre as bacias, e cria diferenças entre o número de fatalidades.